# Udine
Udine (, AFI: /ˈudine/; Udin in friulano, Viden e Videm in sloveno, Weiden in passato in tedesco, oggi desueto) è un comune italiano di 98 256 abitanti del Friuli-Venezia Giulia, principale città del Friuli e seconda per abitanti nella regione dopo Trieste.

## Geografia fisica

### Territorio
La città è situata al centro della regione storica friulana. Dista, in linea d'aria, poco più di 20 km dalla Slovenia, e circa 54 km dall'Austria. Ciò la pone in una posizione strategica, presso l'intersezione delle direttrici europee est-ovest (Corridoio V o Mediterraneo) e nord-sud (Via Iulia Augusta, ora riconosciuta dal Unione europea come parte del Corridoio Baltico-Adriatico), sulla via che porta verso l'Austria e verso l'est europeo.
Sorge nell'alta pianura, a pochi chilometri dalla fascia collinare, ed è costeggiata dal torrente Cormor a ovest e dal torrente Torre ad est. Al centro della città si trova in un colle isolato, in cima al quale è situato il castello: secondo la leggenda il colle è stato edificato da Attila per ammirare l'incendio che lui stesso provocò alla città di Aquileia. In realtà si pensava che fosse formato da rocce conglomeratiche antiche più di 100 000 anni, mentre recenti scavi archeologici hanno dimostrato che si tratta di un rilievo artificiale, privo di rocce.

### Clima
Su territorio sono presenti la stazione meteorologica di Udine Centro, la stazione meteorologica di Udine Campoformido e la stazione meteorologica di Udine Rivolto e dalle osservazioni rilevate risulta che Udine ha clima continentale temperato, con temperature abbastanza elevate d'estate e relativamente rigide d'inverno, ma con minor continentalità rispetto alle città della pianura Padana centrale e occidentale. L'inverno è la stagione meno piovosa, mentre d'estate sono frequenti i fenomeni temporaleschi, anche accompagnati da forti grandinate. Nel complesso risulta essere uno dei capoluoghi di provincia più piovosi d'Italia.
Udine è comunque una delle zone meno nevose delle pianure settentrionali, con circa 10 cm di precipitazioni nevose annuali.
La decrescita rispetto ai primi decenni del secolo scorso tuttavia è minore rispetto a molte città del Nord-Ovest italiano (13 cm la media a Udine nel 1910, Torino invece ha perso ben 28 cm di nevosità, passando da 55 a 27).
Dopo il decennio 1991–2000, con una bassissima media nevosa (4 cm), il decennio attuale mostra un discreto aumento (media di 12 cm), grazie alle abbondanti nevicate del 2005 e 2010.
Le nevicate più abbondanti dal gennaio 1985 (30 cm di accumulo) furono:
- gennaio 1987 (40 cm)
- 31 dicembre 1996 (10 cm)
- 21 febbraio 2005 (8 cm)
- 3 marzo 2005 (15 cm)
- 29 dicembre 2005 (20–25 cm)
- 17 dicembre 2010 (10–15 cm).

Spesso sono differenti gli accumuli da nord a sud della città: verso nord infatti c'è meno disturbo eolico e spesso maggior esposizione alle correnti di SW, vere fautrici delle rare nevicate udinesi.
La classica configurazione da neve per Udine è la formazione di un minimo depressionario nel golfo ligure e la sua traslazione verso il golfo di Venezia, con la formazione contemporanea di un minimo a occhiale. Un caso eccezionale fu il gennaio '85, quando un "cuscino freddo" resistette ai venti di scirocco formatosi con le straordinarie temperature dei giorni precedenti (record di freddo con −14,8 °C)
| Udine               | Mesi | Mesi | Mesi | Mesi | Mesi | Mesi | Mesi | Mesi | Mesi | Mesi | Mesi | Mesi | Stagioni | Stagioni | Stagioni | Stagioni | Anno  |
| Udine               | Gen  | Feb  | Mar  | Apr  | Mag  | Giu  | Lug  | Ago  | Set  | Ott  | Nov  | Dic  | Inv      | Pri      | Est      | Aut      | Anno  |
| ------------------- | ---- | ---- | ---- | ---- | ---- | ---- | ---- | ---- | ---- | ---- | ---- | ---- | -------- | -------- | -------- | -------- | ----- |
| T. max. media (°C)  | 7    | 9    | 13   | 17   | 22   | 25   | 28   | 28   | 24   | 19   | 13   | 8    | 8        | 17,3     | 27       | 18,7     | 17,8  |
| T. min. media (°C)  | −1   | 1    | 3    | 7    | 11   | 15   | 17   | 17   | 13   | 9    | 4    | 0    | 0        | 7        | 16,3     | 8,7      | 8     |
| Precipitazioni (mm) | 89   | 72   | 103  | 119  | 126  | 136  | 79   | 90   | 99   | 124  | 107  | 104  | 265      | 348      | 305      | 330      | 1 248 |

## Origini del nome
Giovanni Frau ipotizza che "Udine" derivi da un toponimo pre-latino, una formazione dalla radice *oudh-/*udh- («mammella» o «colle») seguita da un suffisso non del tutto chiaro. Prime attestazioni sono Udene (983) e Utinum (latinizzazione da Ud-; attorno al 1000). Un'altra possibile etimologia è la derivazione da varianti longobardo-sassoni del teonimo "Odino" (scandinavo Odhinn, longobardo Guodan, sassone Uoden), dio supremo nel ramo settentrionale della religione germanica. Infatti, i Longobardi, un raggruppamento di popoli di origine germanica che includeva i Longobardi veri e propri e un vasto numero di Sassoni, tra gli altri, attorno al VI secolo si insediarono a partire da questa zona prima di espandersi nel resto del Nord Italia (Lombardia in senso lato). Non a caso Cividale del Friuli era un importante centro di questa popolazione. Si noti anche come il nome sloveno della città, Videm, sia un ipercorrettismo sviluppato nel XIX secolo sulla base di toponimi identici in Slovenia, laddove il nome precedente, e più proprio, della città in sloveno era Vidan.

## Storia
Capitale della regione storica del Friuli, è abitata sin dal neolitico, epoca alla quale risalgono i resti di un antico Castelliere che si sviluppava attorno al colle del castello circa 3500 anni fa. Nonostante ritrovamenti archeologici risalenti al I secolo a.C. testimonino la sua esistenza anche in epoca romana, la città di Udine accrebbe la sua importanza grazie al declino di Aquileia prima e di Cividale poi.
Citata in occasione della donazione del castello cittadino da parte dell'imperatore Ottone II nel 983 con il nome di Udene, dal 1222 divenne una delle residenze dei Patriarchi di Aquileia, grazie al patriarca Bertoldo di Andechs, che si trasferì da Cividale a Udine in seguito a un terremoto che lesionò la sua residenza (25 dicembre). Per la sua centralità fu sempre preferita dai patriarchi, che vi fecero in seguito erigere il palazzo patriarcale. Nel XIV secolo Udine divenne la città più importante della regione per il commercio e i traffici, a scapito di Aquileia e Cividale del Friuli. Il 7 giugno 1420, in seguito alla guerra tra Venezia e il Patriarcato di Aquileia, la città venne conquistata dalle truppe veneziane, segnando la caduta e la fine del potere temporale dei patriarchi. Famiglia nobile friulana di riferimento per conto della Serenissima fu quella dei Savorgnan, il cui stemma divenne, di fatto, quello della città.

### La guerra civile del 1511

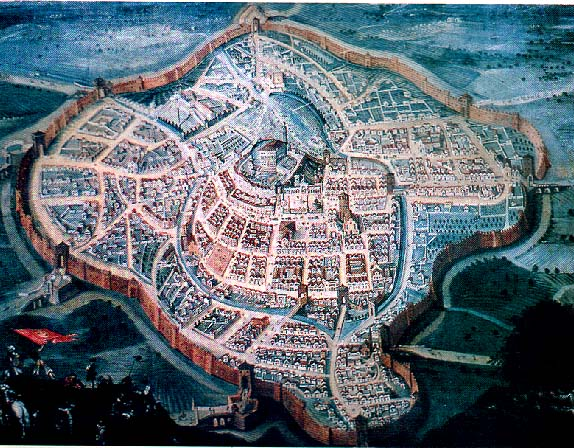
Pianta prospettica del 1652 attribuita a Joseph Heintz il Giovane, è conservata presso i civici musei del Castello

La città di Udine fu interessata, a partire dal 27 febbraio 1511, da una guerra civile passata alla storia con il nome di "crudel zobia grassa", che si rivelò sanguinosa e che si estese presto a tutto il Friuli. Ad aggravare le condizioni della popolazione fu, nei giorni immediatamente successivi, un violento terremoto in seguito al quale si svilupparono numerosi incendi e il crollo del castello cittadino. Da ultima, la peste determinò un ulteriore peggioramento della situazione. Legata alla zobia grassa è l'origine della versione friulana di Romeo e Giulietta, ovvero la storia di due giovani amanti, Lucina e Luigi, appartenenti alle famiglie rivali dei Savorgnan e dei Da Porto.

### Dal dominio veneziano alla prima guerra mondiale

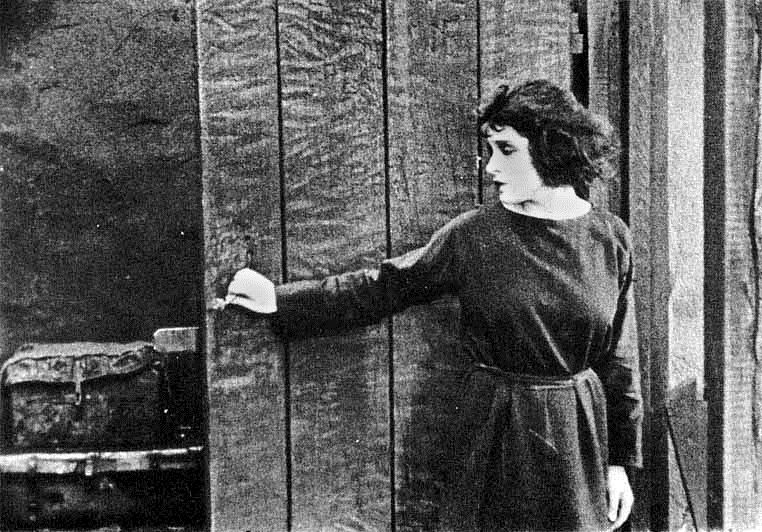
Tina Modotti, attrice, fotografa e rivoluzionaria, nel film del 1920 Pelle di tigre

Sotto il dominio della Repubblica di Venezia dal 1420 al 1797, Udine divenne la quinta città della Repubblica per importanza e popolazione e lo fu sino alla fine del XVIII secolo. Con la Caduta della Repubblica di Venezia, Udine divenne francese per via delle campagne napoleoniche. In seguito alla Restaurazione, Udine vide il passaggio al Regno Lombardo-Veneto, stato posto sotto la sovranità dell'allora Impero austriaco.
Nel 1848, durante la prima guerra d'indipendenza, la città insorse contro gli austriaci insieme con il resto del Friuli. Venne creato un Governo Provvisorio a Palmanova sotto la guida del generale Carlo Zucchi. L'esercito asburgico prese Palmanova, incendiò molti paesi vicini e, infine, bombardò Udine, che capitolò. Queste vicende vennero appassionatamente raccontate dalla scrittrice Caterina Percoto, testimone oculare dei fatti.
 Nel 1866, al termine della Terza guerra d'Indipendenza, ci fu l'annessione al Regno d'Italia.

### Dalla prima guerra mondiale alla fine del Novecento

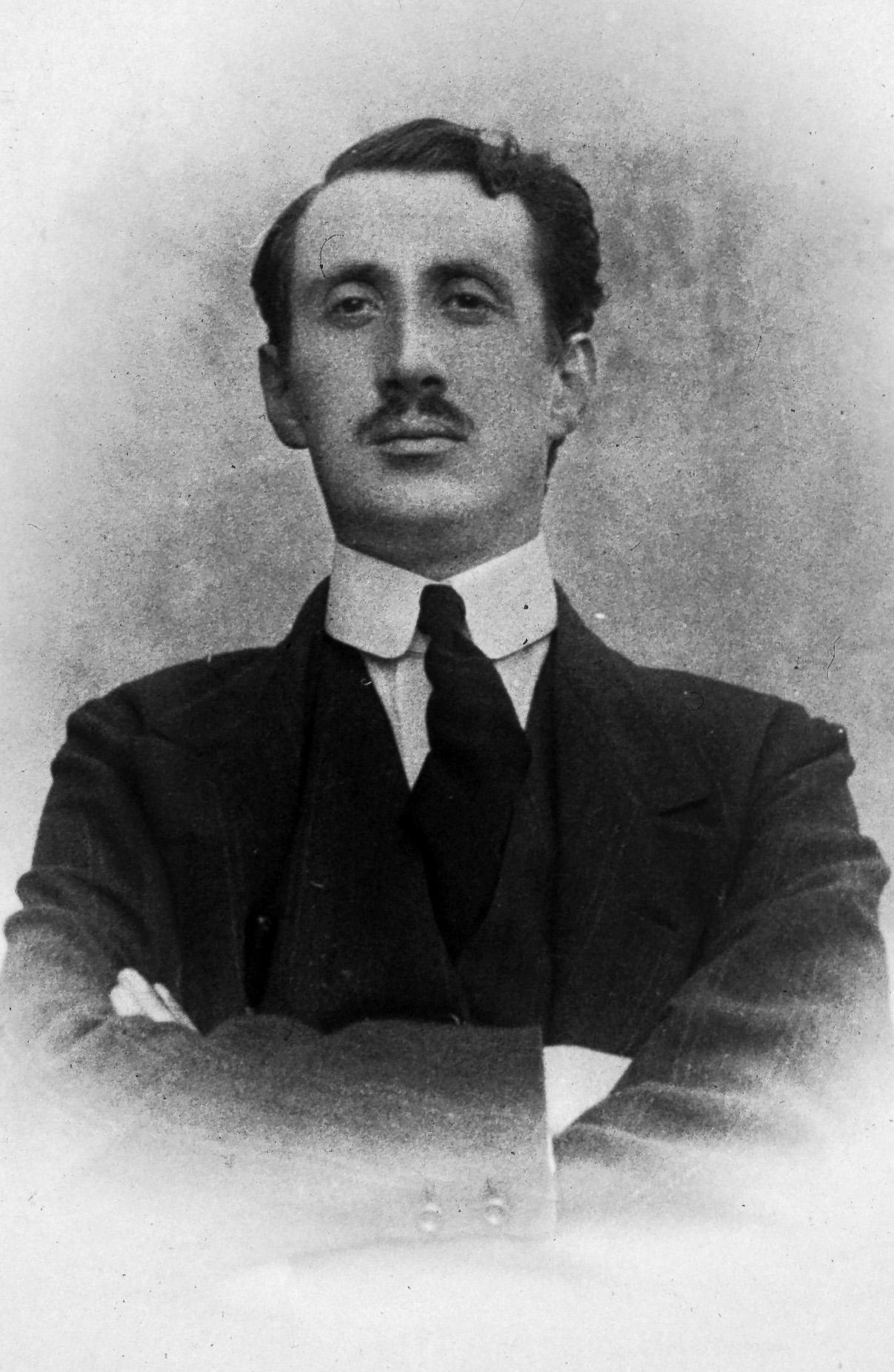
Gaetano Perusini, neuropsichiatra, scopritore insieme ad Alois Alzheimer della malattia di Alzheimer

Durante la prima guerra mondiale Udine fu, fino alla disfatta di Caporetto, sede dell'alto Comando supremo militare italiano, tanto da ricevere l'appellativo di "capitale della guerra".
Dal 17 agosto 1915 era sede anche del II Gruppo (poi 2º Gruppo volo).
L'ospedale psichiatrico di Sant'Osvaldo, a pochi chilometri dal comando militare delle operazioni di guerra, era stato trasformato nel 1916 in un ospedale militare. I malati di mente vennero trasferiti in altri ospedali italiani ma l'ospedale ospitava comunque un migliaio di degenti, in parte militari.
Proprio nei pressi dell'ospedale si costituì un deposito di munizioni. Il 27 agosto del 1917 alle ore 11.00 il deposito di munizioni esplose, causando un disastro del quale non venne mai riconosciuto il numero esatto delle vittime civili e militari e che causò la completa distruzione delle abitazioni di una vastissima zona, della chiesa di Sant'Osvaldo e dell'asilo di Sant'Osvaldo. Il disastro, causato probabilmente dalla sottovalutazione del pericolo di stoccaggio di munizioni e gas da parte dei militari italiani, passò sotto censura da parte delle autorità militari, peraltro in quei mesi presenti in città per dirigere la guerra, e viene ricordato dalla popolazione udinese con il nome di "scoppio di Sant'Osvaldo" o "la Polveriera di Sant'Osvaldo". Meno di due mesi dopo seguì la disfatta di Caporetto, il 24 ottobre 1917.
Nel primo dopoguerra la città divenne capoluogo della Provincia del Friuli, che comprendeva l'allora provincia di Gorizia (fino al 1927), e le attuali province di Pordenone (fino al 1968) e Udine. Dopo l'8 settembre 1943 venne posta sotto la diretta amministrazione militare del III Reich nell'ambito del Zona d'operazioni del Litorale adriatico che cessò con la fine dell'occupazione tedesca nell'aprile 1945. Il 6 maggio 1976 la città venne colpita dal disastroso terremoto del Friuli. Sebbene a Udine il numero delle vittime non fosse elevato, il comune e la cittadinanza contribuirono in modo sostanziale alla ricostruzione, organizzando gli aiuti alla popolazione colpita. In seguito al disastroso terremoto venne nominato dal governo italiano commissario per la Protezione civile Giuseppe Zamberletti. Proprio in quella occasione nacque una moderna e organizzata Protezione civile italiana.
Gli anni di piombo colpirono anche la città: nel 1978 ne fu vittima il maresciallo Antonio Santoro.

### Simboli
Stemma
Lo stemma del Comune di Udine è uno scudo bianconero sormontato da una corona ducale, che peraltro riprende lo stemma della Famiglia Savorgnan. Sulla corona ducale è posto un cavallo nascente. Lo scudo è circondato da un ramo di alloro e di quercia, legati da un nastro tricolore al quale è appuntata la medaglia d'oro al valor militare. È stato riconosciuto ufficialmente assieme al gonfalone con decreto del Capo del governo del 2 ottobre 1939.
Gonfalone
Allo stesso modo si presenta la bandiera comunale.

### Onorificenze
La città è stata decorata con la croce al merito di guerra (1915-1918) 
Udine è tra le Città decorate al valor militare per la guerra di liberazione per i sacrifici delle sue popolazioni e per la sua attività nella lotta partigiana durante la seconda guerra mondiale, concessa alla città per l'intero Friuli:

### Ricorrenze
Le ricorrenze principali della città di Udine:
- 12 luglio, festa dei patroni, Santi Ermacora e Fortunato
- 25 novembre, festa di Santa Caterina

## Monumenti e luoghi d'interesse

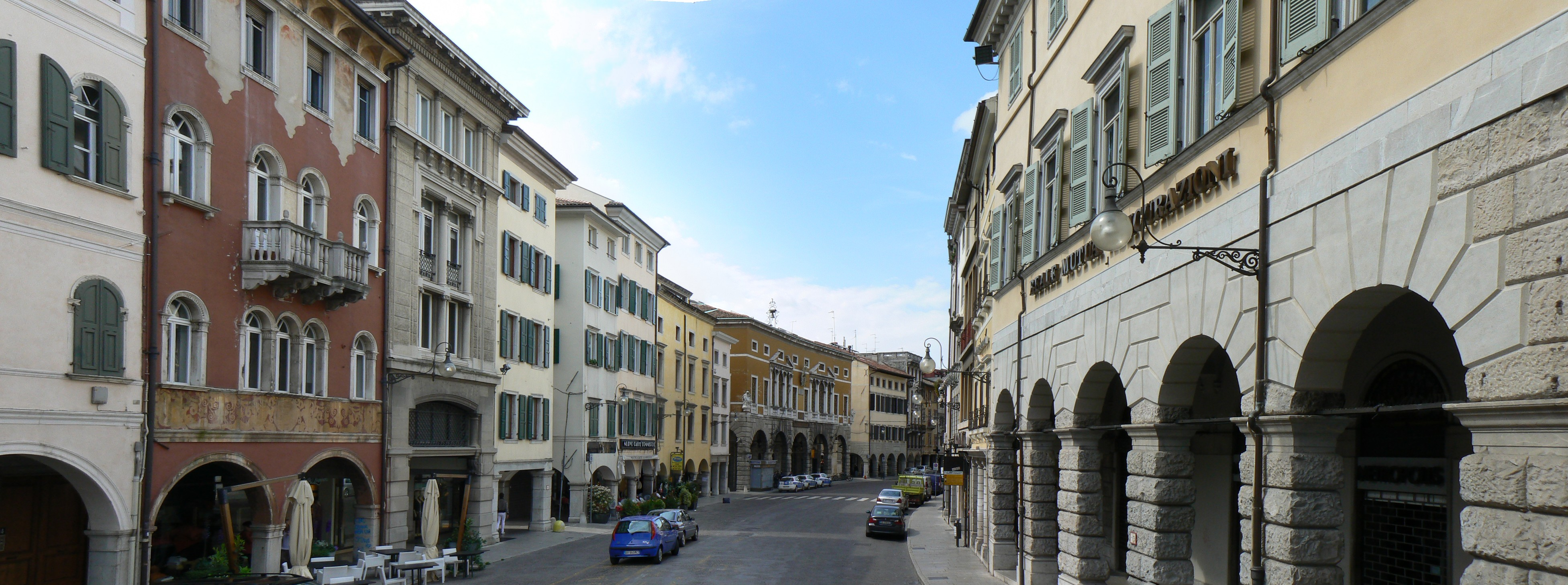
Vista di Via Mercatovecchio, nel cuore della città

La città di Udine conserva, dal punto di vista urbanistico, la tipica impronta delle città medievali. La città si è sviluppata intorno al colle del castello, al centro, espandendosi a partire dal X secolo (si contarono ben cinque cerchie murarie successive, fino al XV secolo, con relative porte e portoni).
Tra i monumenti più famosi: il Castello sito su un colle che domina la città, il Duomo, la Loggia del Lionello, il Palazzo Arcivescovile con gli affreschi del Tiepolo, la piazza Libertà in stile veneziano e piazza Matteotti, che rappresenta il cuore cittadino assieme a via Mercatovecchio. Per quanto riguarda le opere moderne, da segnalare il Teatro Nuovo Giovanni da Udine, inaugurato nel 1997, il progetto porta la firma dell'ingegner Giuliano Parmegiani e dell'architetto Lorenzo Giacomuzzi Moore.

### Architetture di piazza Libertà e del castello
- Loggia del Lionello
Costruita a fasce alterne di pietre bianche e rosa è affacciata sulla centrale piazza Libertà (in precedenza chiamata Contarena e "Vittorio Emanuele II"). È una loggia pubblica in stile gotico veneziano, i cui lavori iniziarono nel 1448 a opera di Bartolomeo delle Cisterne su disegno dell'orafo Nicolò Lionello e terminarono nel 1457. Nei secoli a seguire subì varie modifiche e, a seguito del rovinoso incendio che la distrusse nel 1876, fu restaurata da Andrea Scala che tenne fede ai disegni originali. Molte delle opere che erano presenti all'interno sono ora conservate nel museo della città. Fra queste sono importanti il ciclo di tele della Serenissima Repubblica di Venezia e la Madonna con bambino di Giovanni Antonio de' Sacchis, datata 1516.
- Loggia e tempietto di San Giovanni
Di fronte alla loggia del Lionello si trovano la loggia e il tempietto di San Giovanni, erette nel 1533 dall'architetto lombardo Bernardino da Morcote. La loro realizzazione comportò numerosi problemi, sia sul piano urbanistico che pratico. L'opera che ne risultò ha un vago sapore brunelleschiano. La chiesa, anticamente dedicata a san Giovanni, ora è adibita a tempietto ai Caduti. Sempre di fronte alla loggia del Lionello, si ergono le statue di Ercole e Caco, attribuite ad Angelo de Putti.

- Torre dell'Orologio
Inglobata nella loggia di San Giovanni, la torre fu costruita nel 1527 su disegno di Giovanni da Udine che si ispirò alla torre veneziana di piazza San Marco. Alla sua sommità sorgono i due mori che battono le ore su una campana, le attuali sculture in rame risalgono al 1852 e hanno sostituito quelle originali in legno.
- Arco Bollani e chiesa di Santa Maria in Castello
Da piazza Libertà si prosegue lungo la salita del Castello, dove poi si attraversa l'arco Bollani, del 1556, progettato da Andrea Palladio e sormontato dal leone di San Marco. Si percorre quindi la loggia del Lippomano, datata 1487. Si giunge così alla chiesa di Santa Maria di Castello, la più antica della città. Alla chiesa di Santa Maria è addossata la "casa della Confraternita", edificio medievale restaurato nel 1930. Accanto sorge l'"arco Grimani" eretto nel 1522 in onore del doge omonimo, originariamente situato in via Portanuova e qui ricomposto nel 1902, attraverso l'arco si giunge al piazzale del castello.
- Il castello

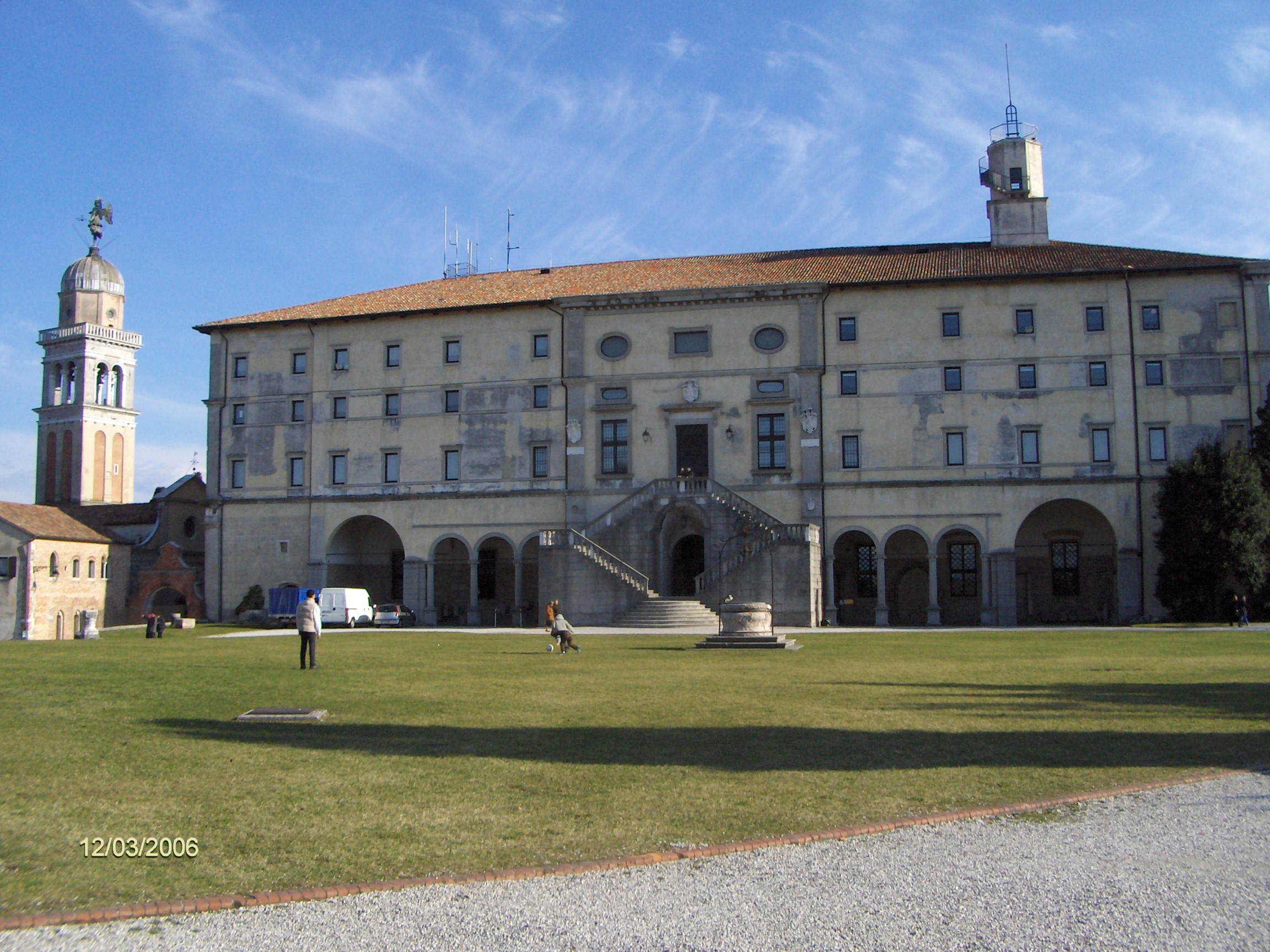
La facciata posteriore del castello e il piazzale

L'imponente costruzione domina il colle e l'intera città di Udine. Da tempo immemorabile, era presente sul colle un sito fortificato testimoniato dai resti neolitici e romani ritrovati sul colle del castello. Dopo numerosi rimaneggiamenti quest'ultimo fu gravemente danneggiato nel terremoto del 1511. Il 2 ottobre 1517 fu dato avvio alla ricostruzione, che tuttavia si protrasse a lungo nel tempo, per mancanza di fondi, vastità e complessità dei lavori. Questi vennero inizialmente affidati a Giovanni Fontana, che però lasciò la città rinunciando all'incarico nel 1519. 

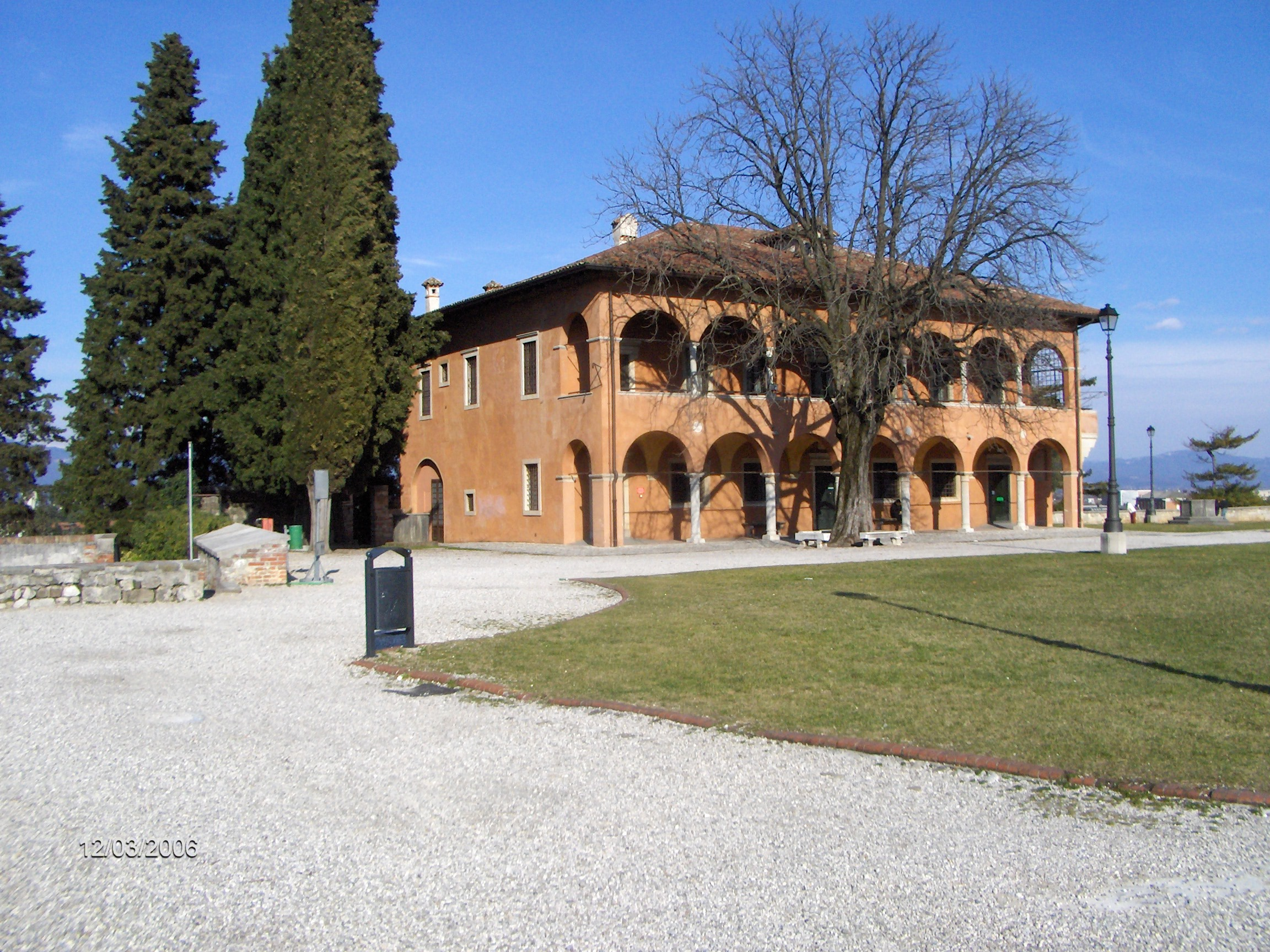
La casa della Contadinanza

L'aspetto romano-cinquecentesco dell'edificio, che lo rende più simile a una residenza signorile che a un'infrastruttura militare, è dovuto all'intervento di Giovanni da Udine, che, a partire dal 1547, riprese e portò a termine il cantiere. Altre modifiche interne furono apportate nei secoli successivi per poterlo adibire agli usi più vari: carcere, caserma, sede municipale ecc. Il castello ospita il salone del Parlamento della Patria del Friuli risalente al XII secolo è uno dei più antichi d'Europa.
- Casa della Contadinanza
Sullo spiazzo erboso alla sommità del colle del castello, sorge la casa della Contadinanza in cui risiedevano i rappresentanti dei contadini friulani, terzo corpo politico della Patria del Friuli. Quella visibile nel ventunesimo secolo è la copia qui ricomposta nel 1931 di un edificio risalente al XVI secolo che si trovava tra via Vittorio Veneto e via Rauscedo. L'edificio ha in seguito ospitato l'armeria del castello e nei tempi successivi è stato adibito a locale per la degustazione di prodotti tipici friulani.

### Architetture religiose
Udine è sede arcivescovile.

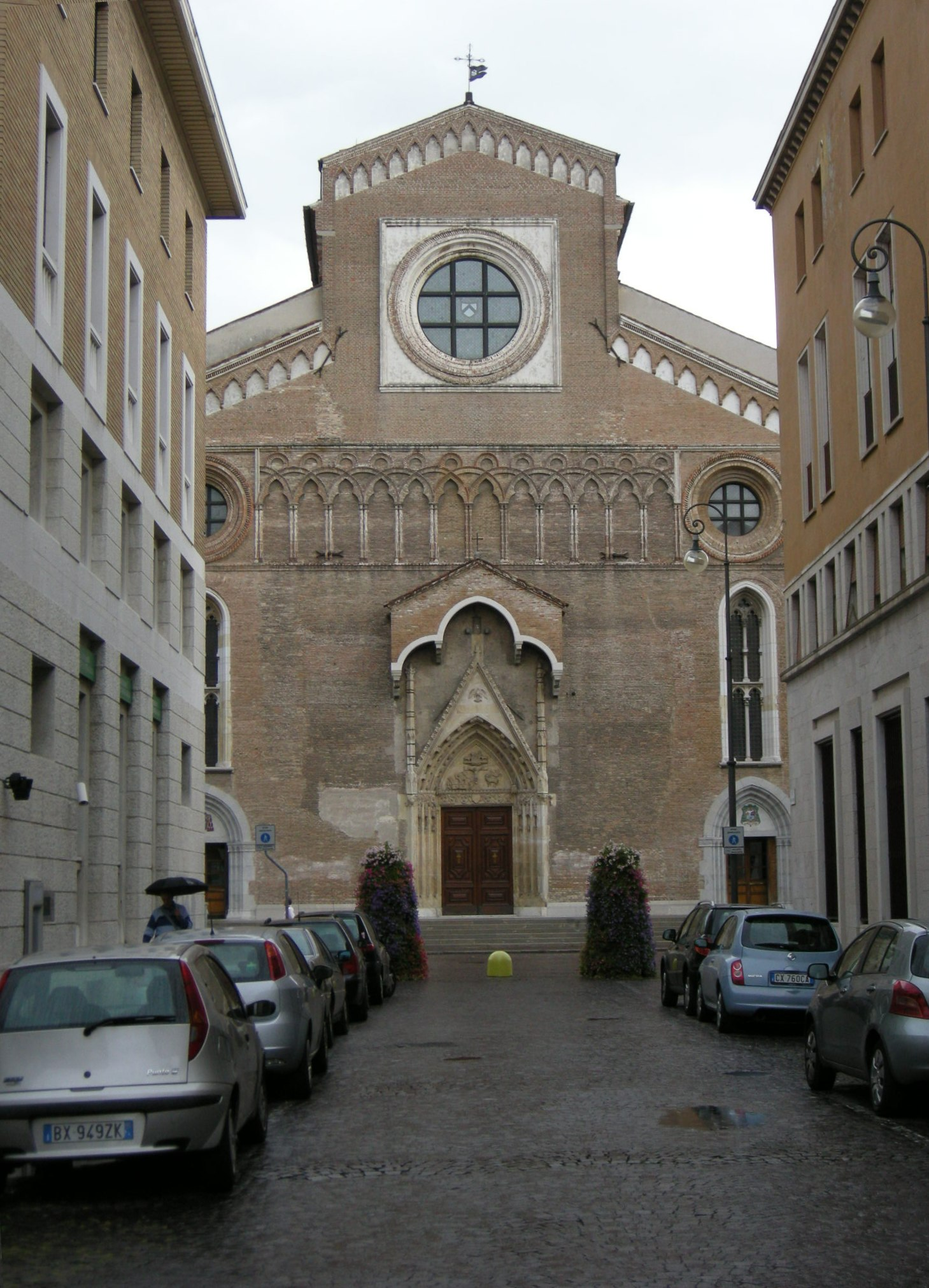
La facciata della cattedrale

- Cattedrale metropolitana di Santa Maria Annunziata

Edificata a partire dal 1236 per volere del patriarca Bertoldo di Andechs-Merania. La costruzione venne ultimata in un centinaio di anni. A fianco del Duomo si trova il campanile con il battistero, sede di un piccolo Museo del Duomo.
- Santuario della Beata Vergine delle Grazie
- Chiesa di Santa Maria di Castello
Si tratta della più antica chiesa di Udine, risalente al XII secolo e posta sul colle del castello.
- Chiesa dell'Oratorio della Purità
Posta a destra del Duomo, fu eretta nel 1757 per volere del cardinale Daniele Dolfin, il quale fece acquistare e abbattere il precedente teatro appartenente alla famiglia Mantica, in modo che vicino alla cattedrale cittadina non fosse presente un luogo di divertimento. Il progetto fu affidato a Luca Andreoli. All'interno affreschi di Giambattista Tiepolo e del figlio Giandomenico.

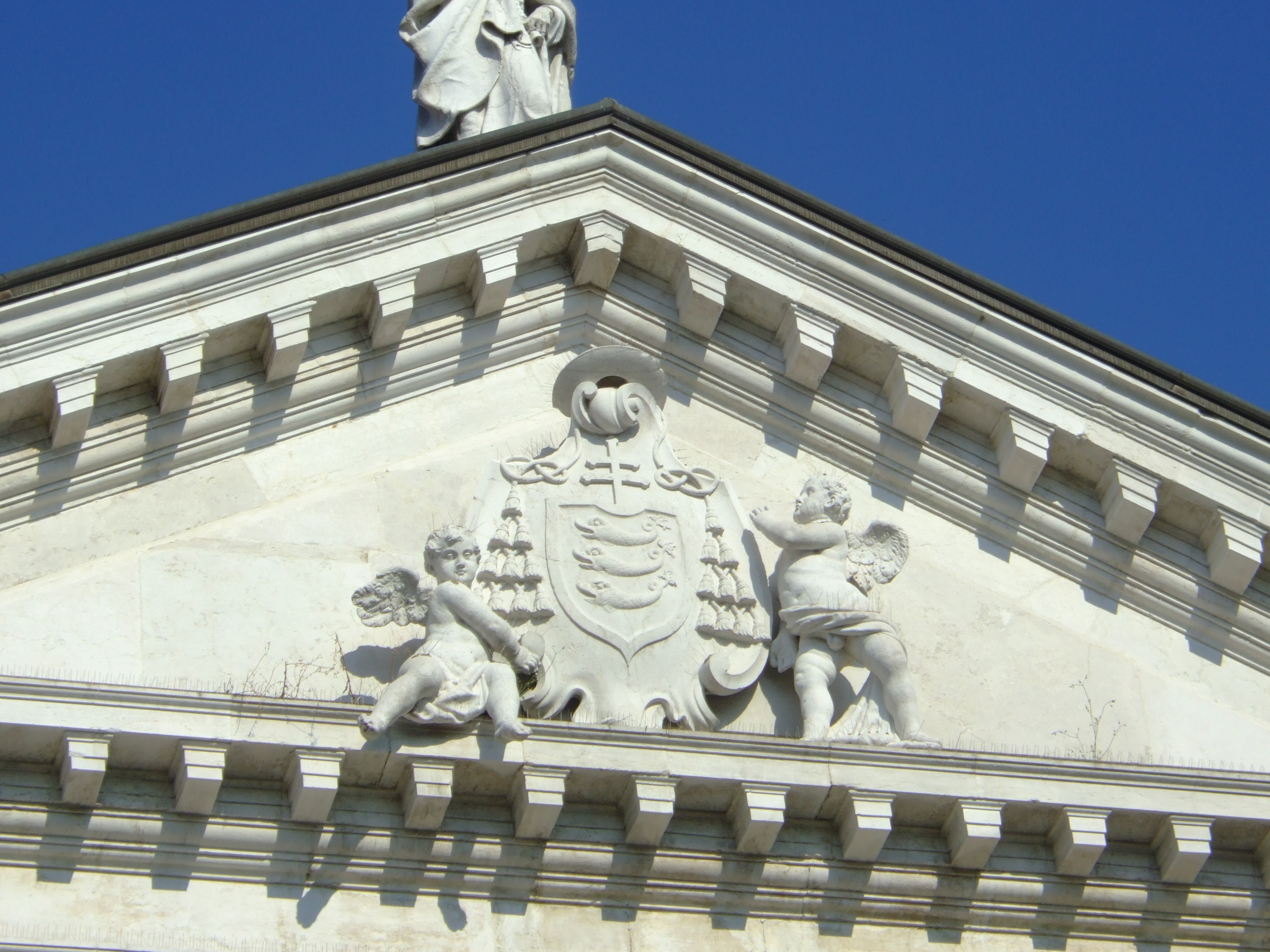
Particolare della facciata della chiesa di Sant'Antonio Abate con stemma della famiglia Dolfin

- Chiesa di Sant'Antonio Abate

In origine era un edificio in stile gotico risalente al XIV secolo, venne eretta per volere del patriarca Nicola di Lussemburgo, e poi trasformata nel 1733 con la facciata a opera di Giorgio Massari, si trova nei pressi di piazza Patriarcato. Sconsacrata, è utilizzata come auditorium e ospita mostre ed esposizioni.
Al suo interno si trovano le tombe degli ultimi quattro Patriarchi di Aquileia: Francesco Barbaro, Ermolao Barbaro, Daniele Dolfin e Dionisio Dolfin.
- Chiesa della Beata Vergine del Carmine
Costruita dai frati Carmelitani nel XVI secolo s'incontra percorrendo via Aquileia, all'interno è custodito il sarcofago del Beato Odorico da Pordenone.
- Chiesa della Madonna della carità
Situata presso l'Istituto Filippo Renati, risalente al 1762 è diventata sede della parrocchia ortodossa romena
- Chiesa della presentazione di Maria al tempio
Detta chiesa delle zitelle fa parte dell'antico convitto di via Zanon fondato nel 1595.

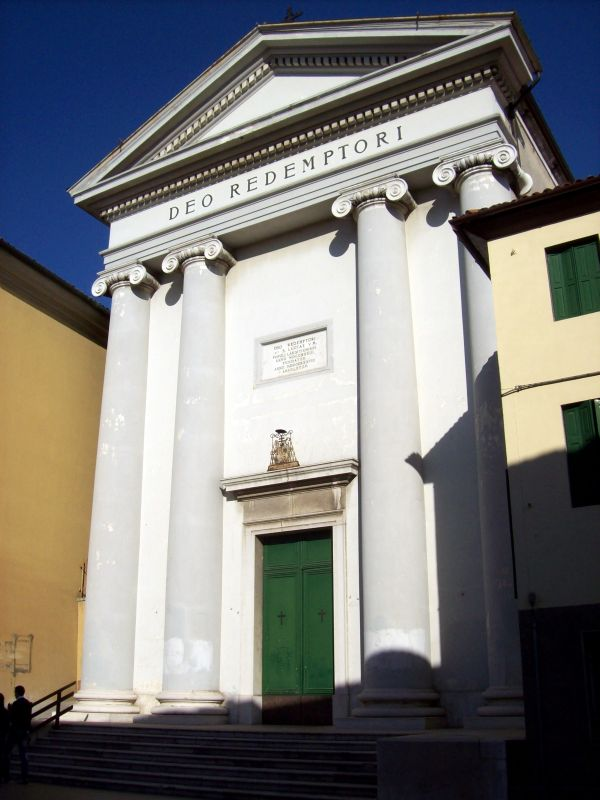
La facciata neoclassica della chiesa del Redentore

- Chiesa del Redentore
Risale al 1733; la facciata, in stile neoclassico, è stata realizzata un secolo dopo dall'architetto friulano Giovanni Battista Bassi; si trova in via Mantica.
- Chiesa di San Cristoforo, sede della Missione Romena Unita a Roma "San Cristoforo" (dal 2002/2003)
Qui si può ammirare il bel portale in puro stile rinascimentale scolpito nel 1518 dallo scultore lombardo Bernardino da Bissone.
- Chiesa di San Francesco
La chiesa fu consacrata nel 1266 e con l'attiguo convento costituisce l'inizio della penetrazione dell'ordine dei frati francescani nel Patriarcato di Aquileia. I frati furono introdotti dal patriarca Bertoldo di Andechs-Merania, amico personale di san Francesco d'Assisi. È ritenuta una delle chiese più belle della città per la sua pura e semplice linea francescana. All'interno, formato da un'unica navata che termina con tre absidi, sono visibili affreschi trecenteschi, molto deperiti; rappresentano i più antichi esempi di pittura in città. La chiesa (sconsacrata) è utilizzata per mostre temporanee, mentre il convento è la sede del Tribunale.
- Chiesa di San Giacomo
Eretta nel 1378 per volere della "Confraternita dei pellicciai", inizialmente come cappella poi ingrandita, è situata nell'antica "piazza delle Erbe", in seguito diventata piazza Matteotti, ma più conosciuta come piazza San Giacomo. La facciata attuale risale al 1525 ad opera di Bernardino da Morcote, mentre la cappella laterale fu aggiunta dopo il 1650. Accanto sorge la "Cappella delle anime" realizzata nel 1744 con all'interno una tela di Michelangelo Grigoletti.
- Chiesa di San Giorgio
Fu eretta a partire dal 1760, aperta al culto nel 1780 e terminata solo nel 1831 in borgo Grazzano. All'interno una pala del 1529 raffigurante San Giorgio che uccide il drago, opera di Sebastiano Florigerio.

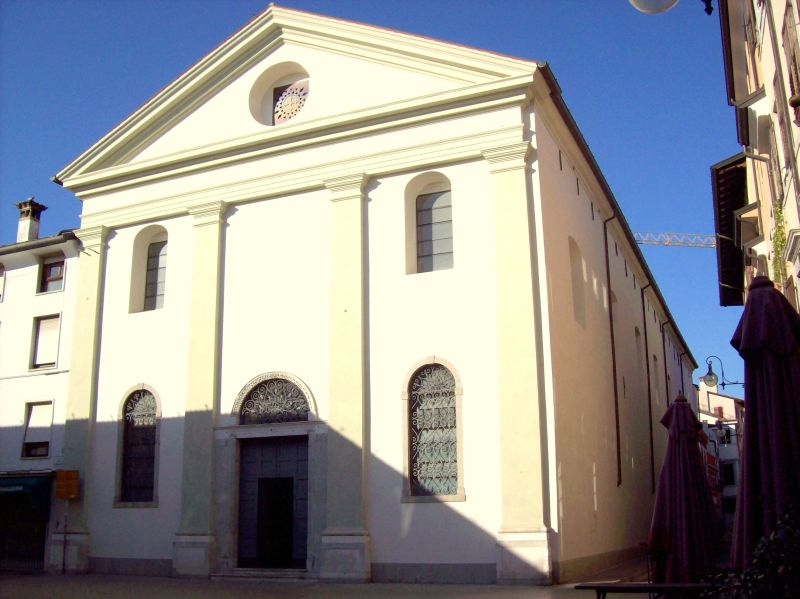
La chiesa di San Pietro Martire

- Chiesa di San Pietro Martire
Si trova in via Valvasone, faceva parte dell'antico convento duecentesco dei domenicani, fu consacrata nel 1285, l'attuale edificio risale al XIX secolo; Della costruzione primitiva conserva solo il portale lombardesco e il campanile. L'interno è formato da una sola aula senza navate e a suo tempo era decorato con numerosi dipinti. La chiesa fu saccheggiata nel 1797 dalle truppe francesi, che vi si insediarono per un certo periodo. Sono conservate le tombe di nobili personaggi, un dipinto di Pomponio Amalteo raffigurante il Martirio di san Pietro e alcuni altorilievi di Giuseppe Torretti, inoltre vi sono affreschi di Andrea Urbani.
- Chiesa del Santo Spirito
L'edificio originario, situato in via Crispi, risale al 1395, fu poi ricostruito su progetto di Giorgio Massari nel XVIII secolo. Ha pianta ottagonale e conserva due tele del pittore settecentesco Francesco Zugno.
- Chiesa di San Valentino
Risalente al 1574 si trova in via Pracchiuso, uno degli antichi borghi della città, qui si svolge annualmente la festa dedicata al Santo.
- Chiesa della Santa Maria della Misericordia nell'ospedale civile
Edificata nel 1959 su progetto di Giacomo Della Mea, all'interno presenta mosaici di Fred Pittino, bronzi di Giulio e Max Piccini e nel pronao graffiti di Ernesto Mitri.
- Chiesa di Santa Chiara
Si trova presso l'Educandato Uccellis, risalente al XVII secolo, all'interno presenta affreschi di Giulio Quaglio.
- Tempio ossario dei Caduti d'Italia
Realizzato tra il 1925 e il 1936 per volere di mons. Cossettini su progetto di Provino Valle, con la sua mole domina l'antistante piazzale XXVI Luglio 1866, all'interno sono conservate, secondo la tradizione, 25 000 salme di caduti durante la prima guerra mondiale. In realtà le salme sono 21 874.
- Chiesa di Sant'Andrea Apostolo a Paderno
- Chiesa di San Marco Evangelista a Chiavris
- Chiesa di Sant'Antonio di Padova a Rizzi
- Chiesa di San Giacomo Apostolo a Beivars
- Cappella Manin
Edificio settecentesco del 1733 a pianta esagonale in stile barocco commissionato a Domenico Rossi dal conte Lodovico Alvise Manin, padre del futuro doge Ludovico Manin. Al suo interno sull'altare si può ammirare una Madonna con Gesù bambino, opera di Giuseppe Torretti. Sempre opera sua sono gli altorilievi presenti alle pareti: Nascita della Vergine, Visitazione, Presentazione di Gesù al tempio e Presentazione di Maria bambina al tempio.
- Cappella di Santa Maria del Monte
Annessa al palazzo del Monte di Pietà ospita opere di Giulio Quaglio.

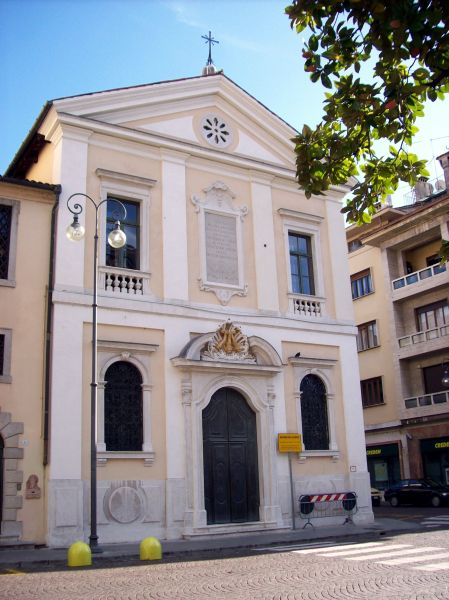
Oratorio della Purità
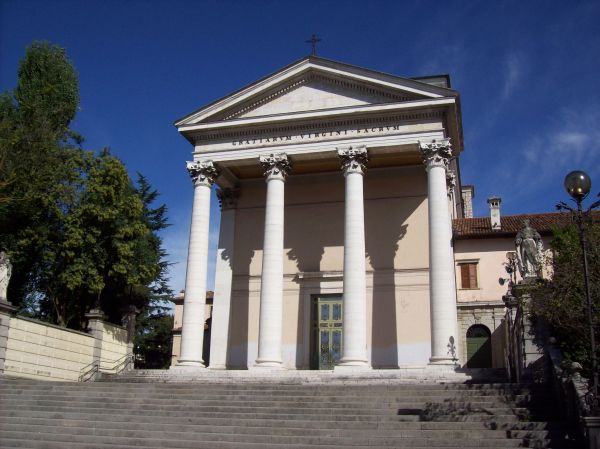
Basilica santuario della Beata Vergine delle Grazie
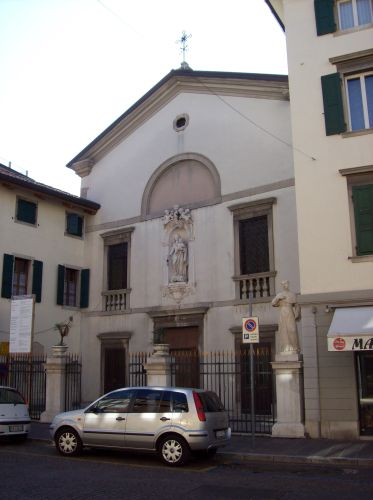
Chiesa della Beata Vergine del Carmine
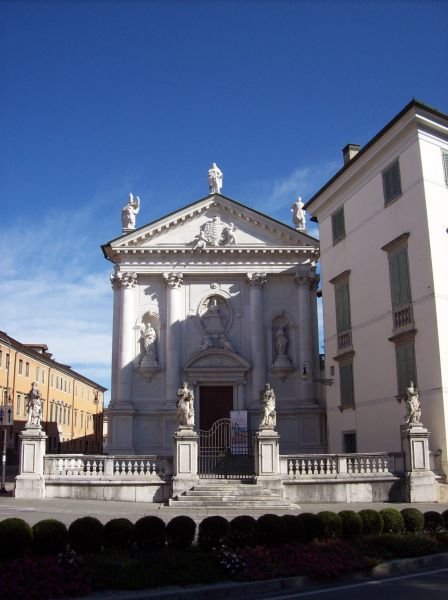
Chiesa di Sant'Antonio Abate
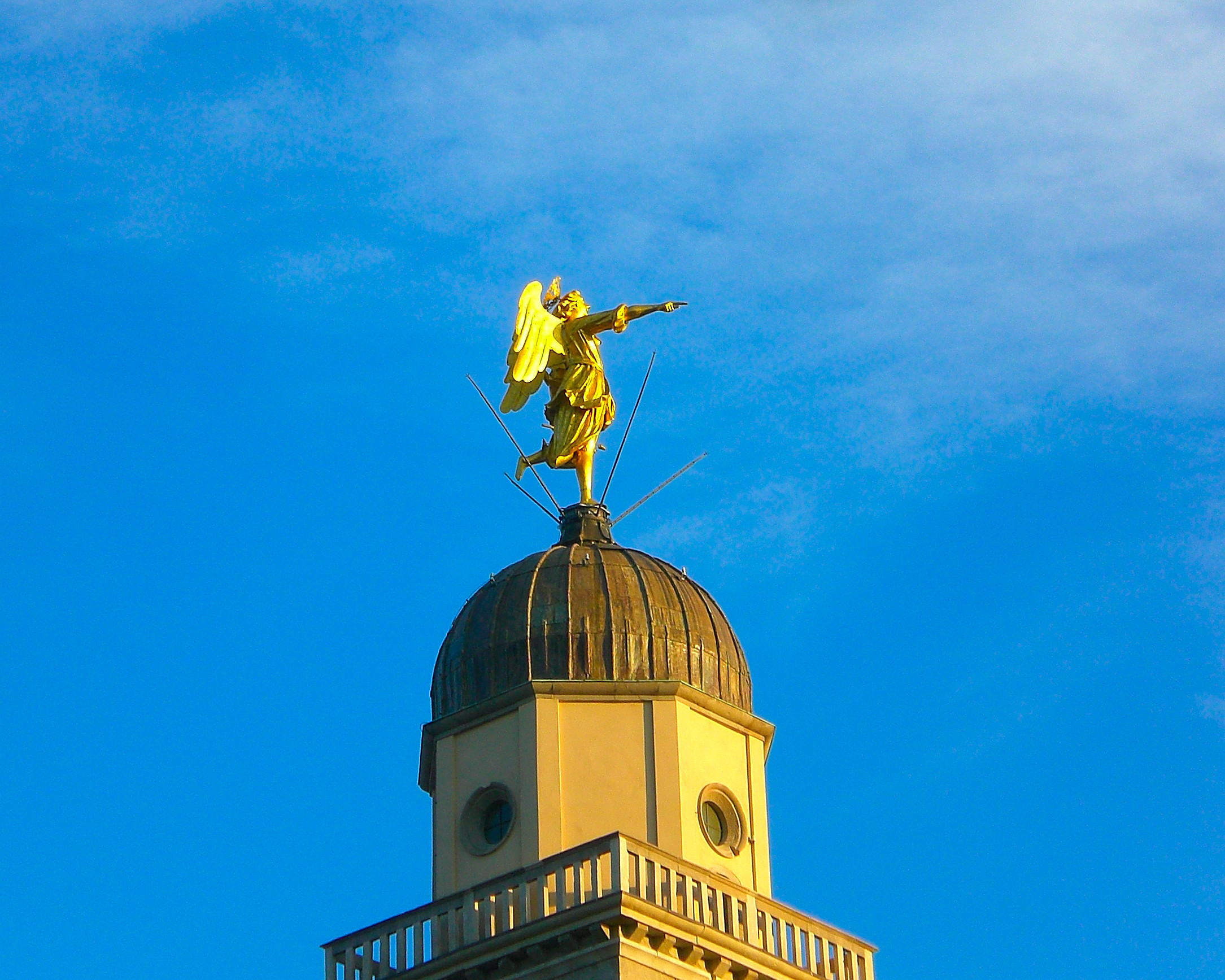
L’Angelo del campanile della Chiesa di Santa Maria di Castello di Udine

### Palazzi

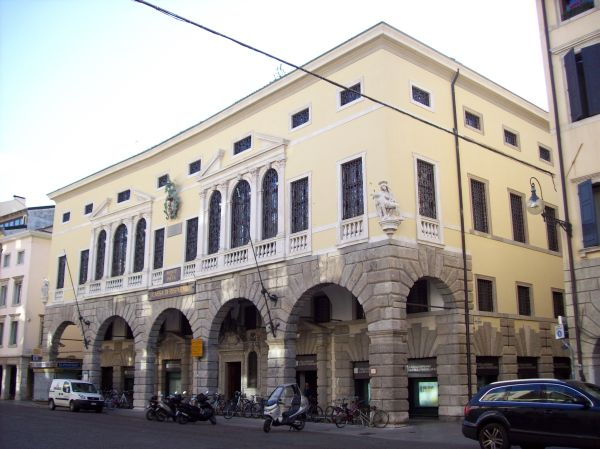
Palazzo del Monte di Pietà in via Mercatovecchio

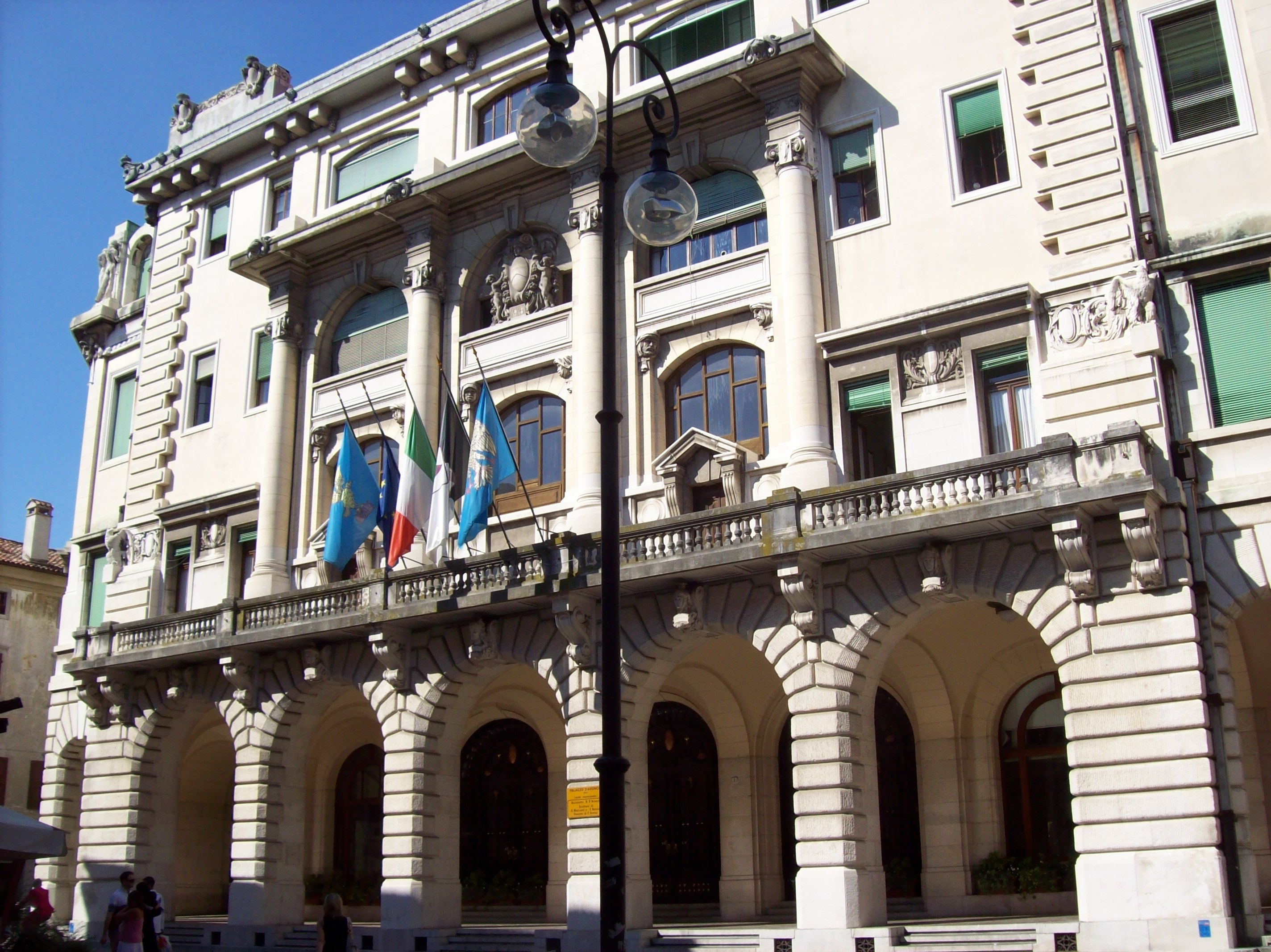
Palazzo D'Aronco, sede municipale

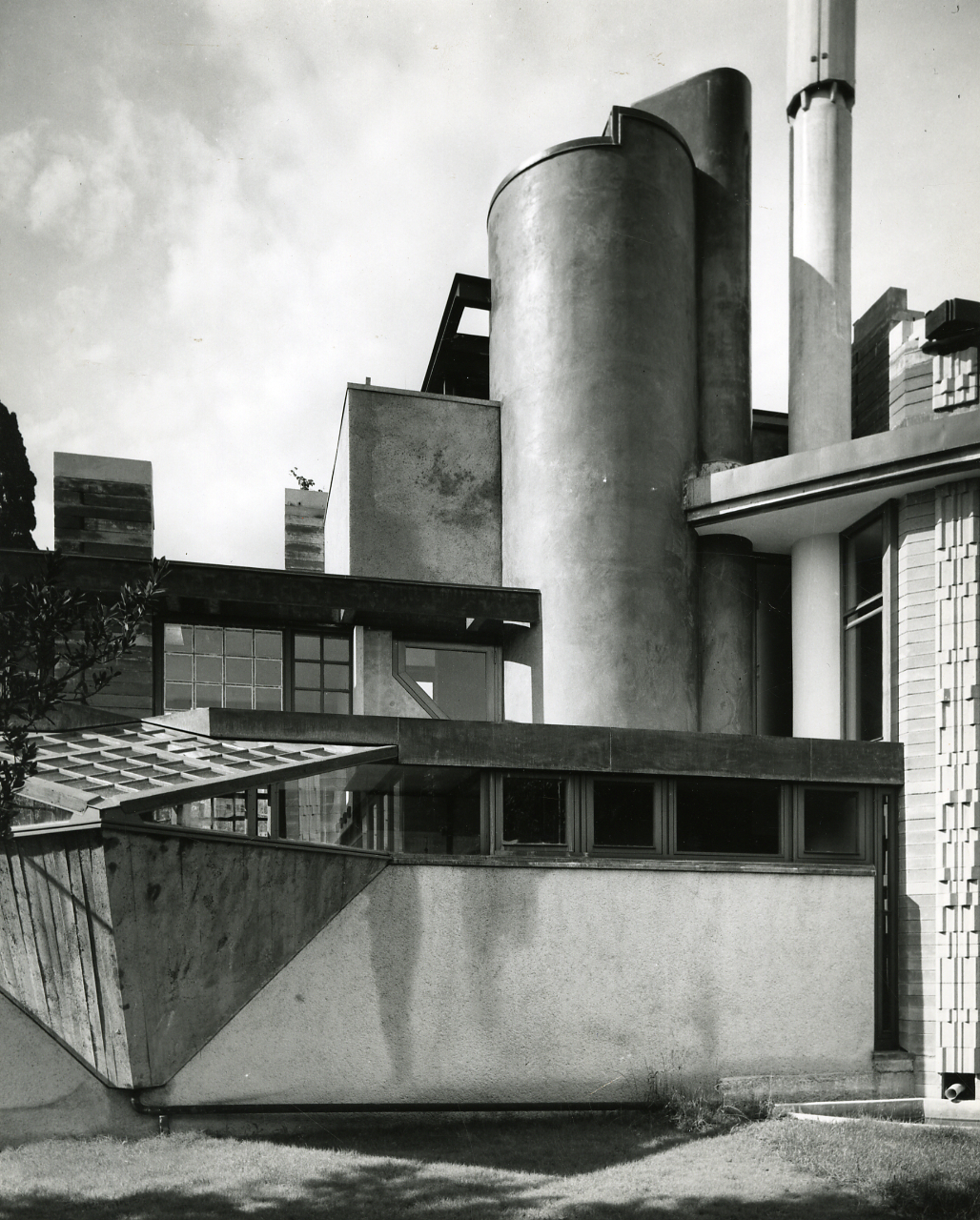
Villa Veritti

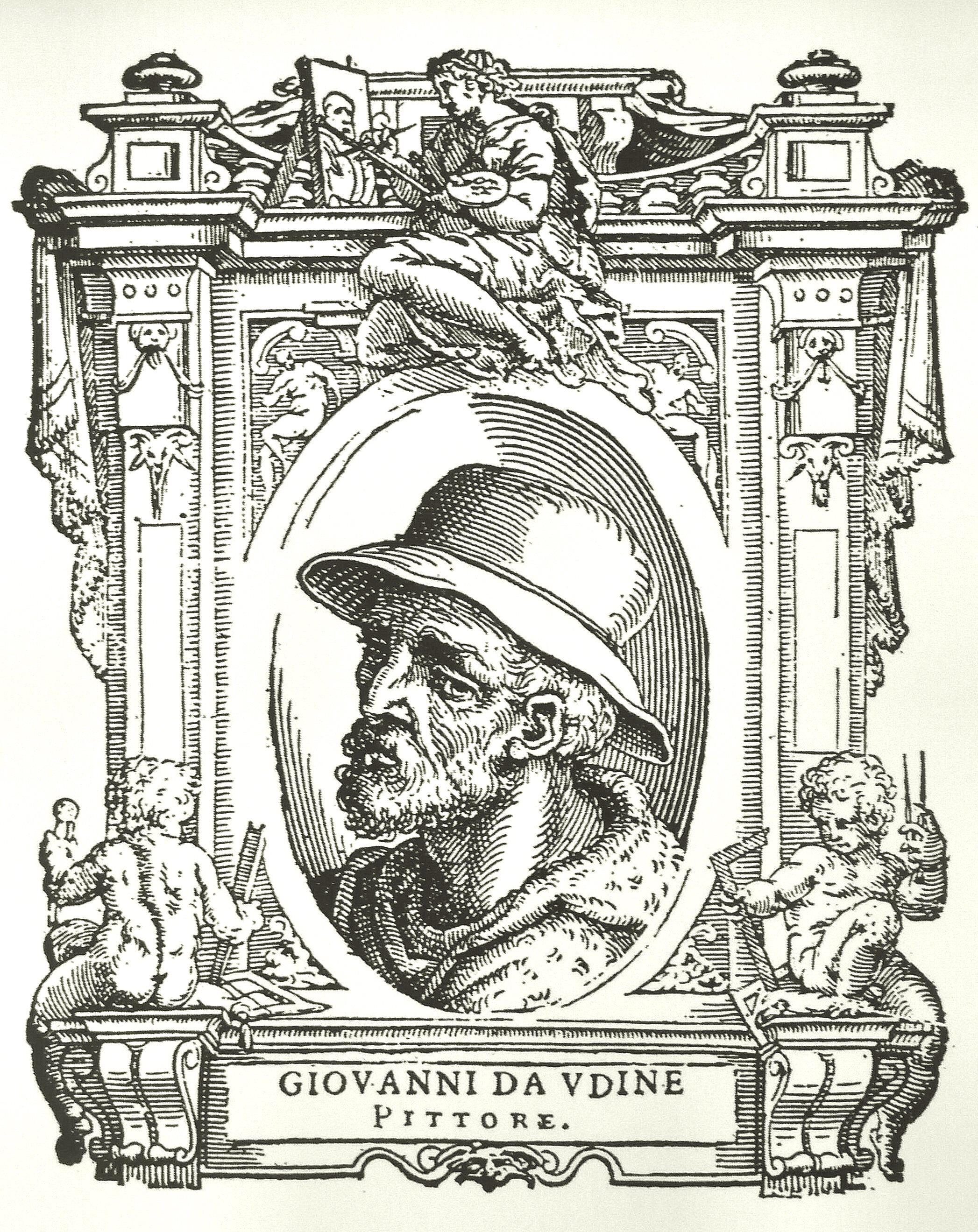
Giovanni da Udine, pittore e architetto rinascimentale

- Palazzo Patriarcale
È uno dei più celebri tra i palazzi della città, sede dell'Arcivescovado.
- Palazzo della Provincia
Il palazzo Antonini-Belgrado dal 1891 è sede della Provincia, si trova ai lati del palazzo Arcivescovile, risale alla seconda metà del XVII secolo, in stile barocco, all'interno è affrescato con scene storiche e mitologiche di particolare pregio ad opera di Giulio Quaglio.
- Palazzo Antonini-Casa Grande
Ex-sede della filiale della Banca d'Italia, ora noto come Palazzo Antonini-Maseri.
- Palazzo Antonini-Cernazai
Fu la prima sede dell'Università degli Studi di Udine, ora sede della facoltà di lettere e filosofia, risale agli inizi del XVII secolo.
- Palazzo Bartolini
Realizzato nel XVII secolo in piazza Marconi, ospita la Biblioteca civica Vincenzo Joppi

- Palazzo del Comune
Tipico esempio d'architettura in stile Liberty del XX secolo è il palazzo del Comune o D'Aronco dal nome dell'architetto friulano Raimondo D'Aronco che lo progettò. Fu costruito a partire dal 1911 sul luogo di un precedente edificio del Cinquecento, fu ultimato nel 1932.
- Palazzo Valvasone-Morpurgo
Situato in via Savorgnana, in stile neoclassico risale al XVIII secolo e nel 1969 è stato donato al Comune di Udine, è dotato di un giardino con annessa loggetta. Dopo il restauro, ospita le "Gallerie del Progetto" che espongono gli archivi di architettura e design di proprietà dei Civici Musei; inoltre, è sede dell'Assessorato al Turismo e alla Cultura e di un punto d'informazioni turistiche.
- Casa Cavazzini
Storico palazzo, situato tra le vie Cavour e Savorgnana, di fronte alla sede municipale nel pieno centro storico. Oggetto di un lungo restauro, completato nel 2011, su progetto originario di Gae Aulenti, è ora sede del Museo di arte moderna e contemporanea. Il complesso è costituito dal cinquecentesco palazzo Savorgnan della bandiera e dalla contigua casa Cavazzini (donata al Comune dalla famiglia del commerciante e filantropo udinese Dante Cavazzini). I restauri hanno portato alla luce ritrovamenti archeologici visibili al piano terra attraverso il pavimento in vetro: una vasca-cisterna veneziana del XVI secolo e un deposito di vasellame protostorico databile alla prima metà del ferro (seconda metà dell'VIII secolo a.C.), che costituisce il ritrovamento più antico documentato nel sito. Nell'appartamento Cavazzini sono presenti inoltre affreschi di Afro Basaldella, Mirko Basaldella e Corrado Cagli; al primo piano del palazzo Savorgnan della Bandiera sono invece presenti degli affreschi assegnabili alla seconda metà del Trecento, testimonianze pittoriche di soggetto profano e di notevole importanza per lo studio della pittura gotica in area friulana. In una delle due sale dove sono stati ritrovati gli affreschi si sono conservate tracce di una decorazione raffigurante un tendaggio retto da giovinette e giovani a mezza figura, secondo schemi ispirati all'iconografia di composizioni sacre. A giudicare dalla decorazione l'ambiente fu forse adibito ad alcova: i giovani infatti sorreggono il tendaggio come a proteggere l'intimità della stanza. Appartenente ad epoca successiva, invece, dovrebbe essere la decorazione della sala adiacente, con le pareti occupate interamente da comparti geometrici e da formelle quadrangolari a finto marmo con figure mostruose e fantastiche derivate dalle tradizioni del bestiario medioevale.
- Palazzo Chizzola Mantica
- Palazzo Meloni-Tessitori
- Villa Veritti, progettata da Carlo Scarpa.
- Casa di Giovanni da Udine
- Casa natale di Tina Modotti, Via Pracchiuso 89

### Teatri
Questi sono i principali edifici cittadini che ospitano manifestazioni teatrali e di spettacolo (per quanto riguarda gli enti e le associazioni teatrali si veda la sezione Cultura/Teatro):
- Teatro Nuovo Giovanni da Udine
- teatro comunale Palamostre
- teatro San Giorgio
- auditorium Menossi di Sant'Osvaldo
- auditorium A. Zanon
- auditorium Tomadini

### Altre architetture
Essendo Udine una ex città industriale in seguito convertita al terziario, sono presenti numerosi siti di archeologia industriale, su tutti il sito delle acciaierie SAFAU nella parte sud della città e lo stabilimento dismesso Dormisch - Birra Peroni. Altri importanti siti come quelli delle acciaierie Bertoli nella parte nord della città e lo stabilimento della Birra Moretti a poca distanza dal centro storico sono stati demoliti per la realizzazione di lottizzazioni residenziali, direzionali e commerciali.
- Stadio Friuli

### Fontane
Le principali fontane di Udine:
- fontana del bergamasco Giovanni Carrara in piazza Libertà
- fontana di piazza Matteotti
- fontana del monumento alla Resistenza disegnato da Gino Valle

### Piazze
- Piazza Duomo

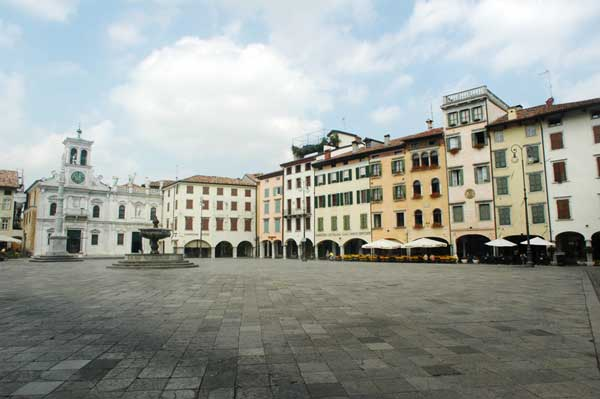
Scorcio di piazza Matteotti, meglio conosciuta come piazza San Giacomo oppure piazza delle Erbe, con la chiesa di San Giacomo

- Piazza Garibaldi, anticamente e fino al 1866 era chiamata piazza dei Barnabiti o Antonini.
- Piazza Libertà
- Piazza Matteotti, chiamata in epoca medievale del mercato nuovo, in seguito detta piazza San Giacomo dopo la costruzione dell'omonima chiesa nel 1399 nome che popolarmente mantiene nel ventunesimo secolo.
- Piazza I Maggio, detta anche giardin grande, nel 1866 fu chiamata piazza d'armi e nel 1900 fu intitolata, anche se non ufficialmente, a Umberto I in seguito alla sua morte[26]. La data dell'intitolazione odierna fa riferimento all'anno 1945, in cui Udine fu liberata dall'occupazione nazista con l'arrivo in città delle truppe alleate.
- Piazza Venerio, anticamente detta piazza della ghiacciaia e poi plazze dai lens ovvero piazza delle legna che ivi venivano smerciate. L'attuale piazza era occupata dal palazzo della famiglia nobile dei Savorgnan che nel 1549, su ordine dei veneziani, fu fatto radere al suolo in seguito alla condanna per omicidio di Girolamo Savorgnan, fu quindi popolarmente soprannominata la piazza della rovina.
- Piazza XX Settembre, detta anche piazza dei grani, in precedenza, era occupata da alcuni edifici della famiglia dei della Torre poi fatti demolire nel 1717 dal governo della Repubblica di Venezia, fu detta quindi piazza dei Torriani, nel 1868 fu acquisita dal comune. Dal 2011 è sede del mercato trasferitosi da piazza Matteotti.[27]
- Piazzale Cella
- Piazzale Chiavris
- Piazzale Gabriele D'Annunzio
- Piazzale Paolo Diacono
- Piazzale Guglielmo Oberdan
- Piazzale Osoppo
- Piazzale XXVI Luglio 1866, la data fa riferimento all'arrivo in città delle truppe italiane e alla fine del dominio austriaco.

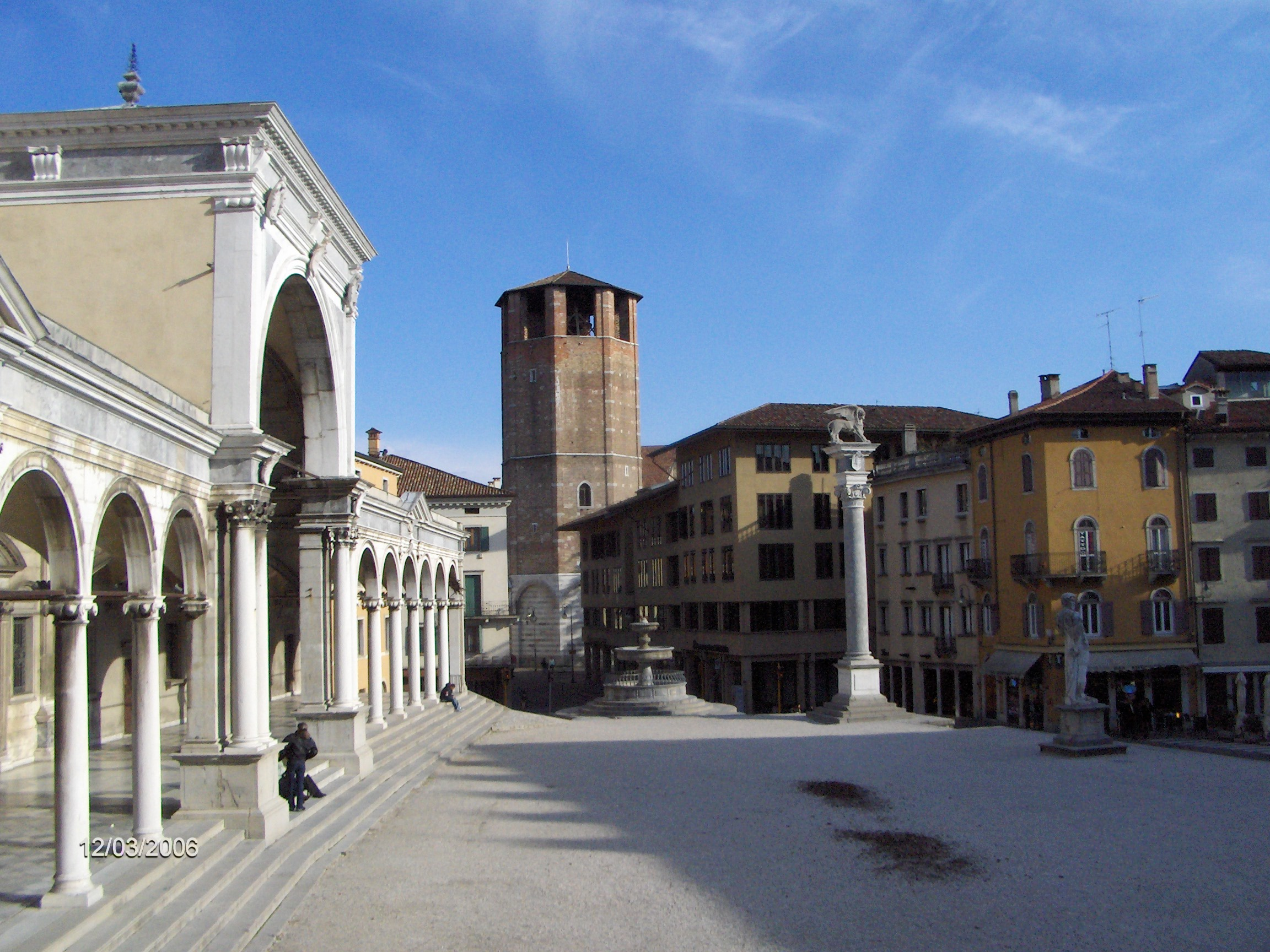
Piazza Libertà anticamente detta Contarena
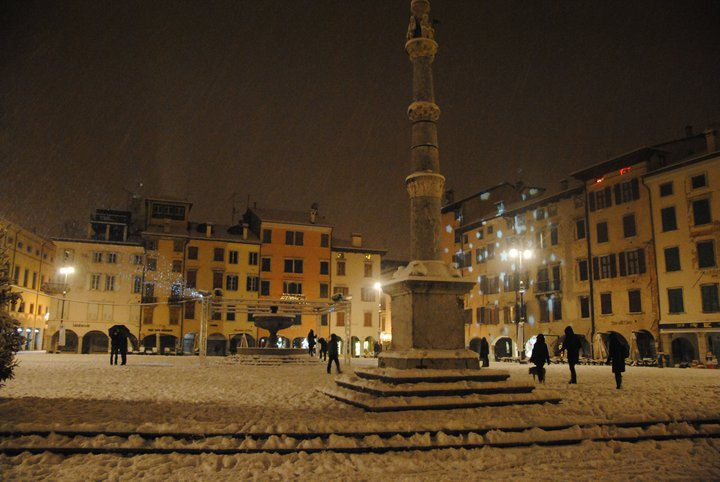
Piazza Matteotti detta San Giacomo
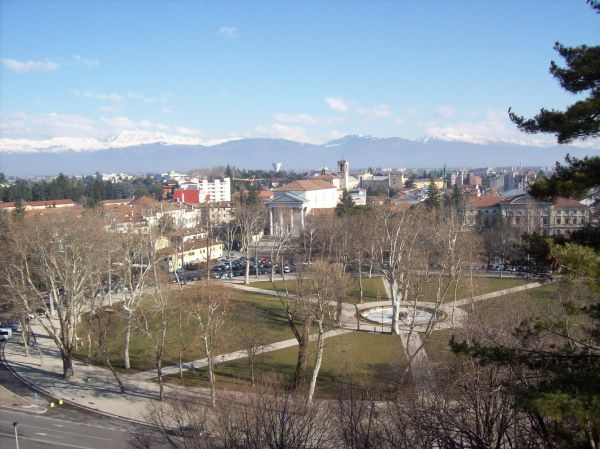
Piazza I Maggio detta giardin grande
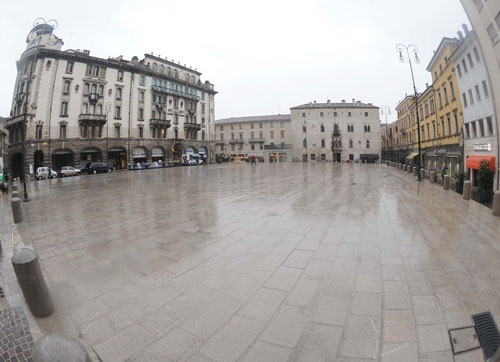
Piazza XX Settembre

### Le mura
Nella città di Udine restano tracce o notizie di cinque cerchia di mura di cinta del centro urbano, costruite nell'arco di quasi cinquecento anni (tra l'XI e il XV secolo). Ancor più antico fu il terrapieno del castelliere, risalente all'età del bronzo.

### Le rogge

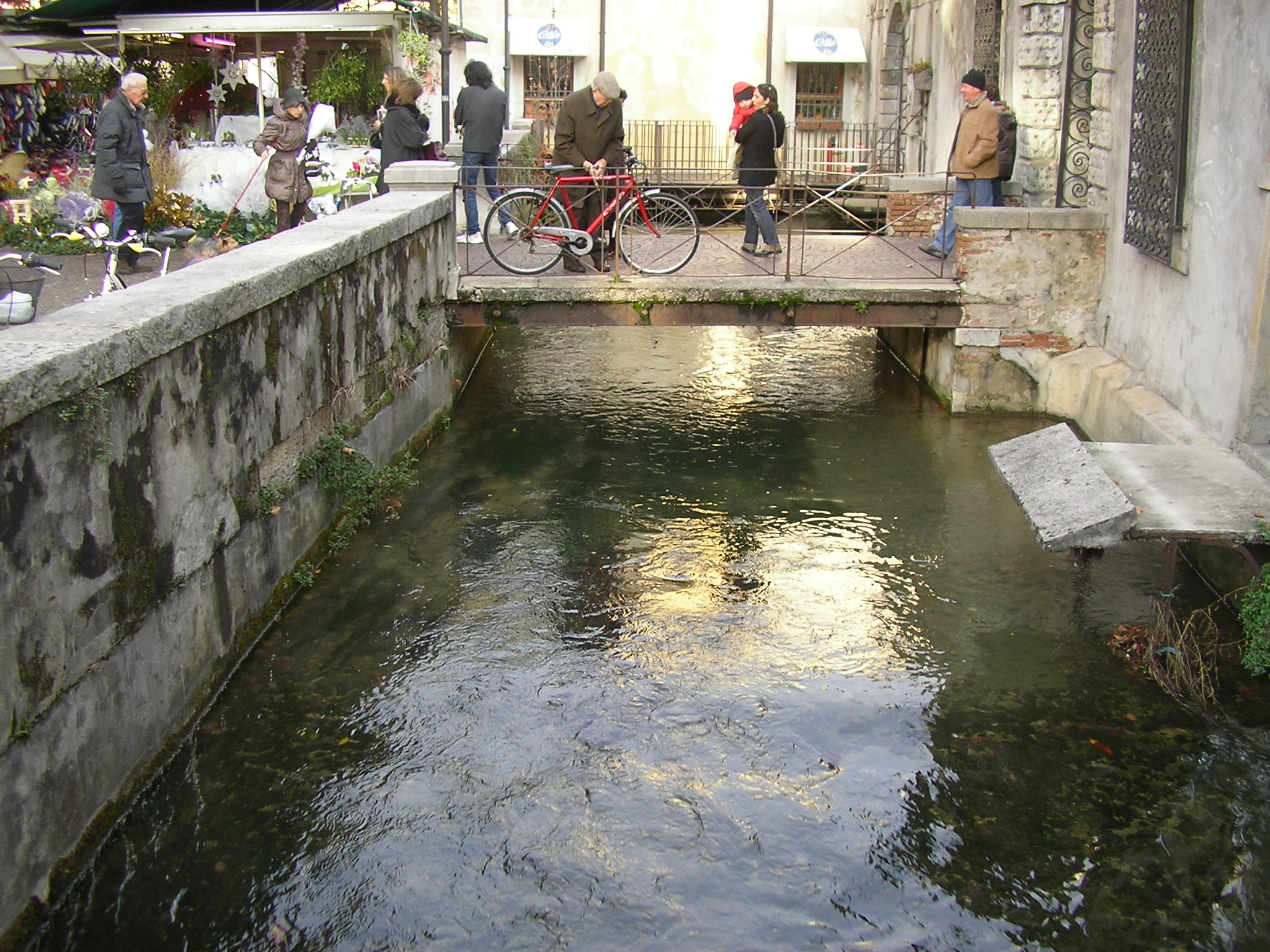
Roggia a Udine

Delle sei rogge che l'attraversano nel Medioevo, sono sopravvissute la roggia di Udine e la roggia di Palma. Sono documentate (per la concessione d'uso ai mulini) al 1217 per la roggia di Udine, e al 1171 per quella di Palma. Proprio lo studio dei salti delle rogge cittadine permisero ad Arturo Malignani di divenire un pioniere nello studio delle centrali idroelettriche.
Udine è inoltre lambita, a ovest, dal Canale Ledra-Tagliamento, che è collegato alle due rogge dal Canale di San Gottardo.

### Parchi e giardini
- Parchi
  - Parco del Cormôr: sorge lungo l'omonimo torrente, e si sviluppa anche nei comuni di Martignacco, Campoformido e Pozzuolo del Friuli. Il parco comprende due zone, quella a nord vicino alla fiera ha una superficie di 258765 m², la zona a sud nei pressi del viale Venezia ha una superficie di 66759 m².
  - Parco del Torre: sorge lungo l'omonimo torrente, e si sviluppa anche nel comune di Remanzacco, si estende su una superficie di 69478 m².
  - Parco urbano "Moretti" (già "parco Alfredo Foni"): sorge nell'area un tempo occupata dal demolito stadio Moretti nei pressi del viale Venezia si estende su una superficie di 66900 m².
  - Parco urbano "Ardito Desio": sorge nei pressi dello Stadio Friuli e occupa una superficie di 28733 m².
- Giardini storici
  - Parco della Rimembranza: è uno dei giardini storici della città, costeggia per tutta la lunghezza via Diaz, da viale della Vittoria a viale Trieste occupando una superficie di 17044 m².
  - Giardino Loris Fortuna: piccolo parco di 5765 m²5765 a fianco della centrale piazza I Maggio.
  - Area verde Giardin Grande: occupa la parte centrale di piazza I Maggio con una superficie di 19406 m².
  - Area verde del piazzale del Castello: posto sulla sommità del colle del Castello con una superficie di 4478 m².
  - Giardini del Torso: sorgono accanto all'omonimo palazzo in via del Sale su una superficie di 1261 m², sono stati usati in passato per le proiezioni del cinema all'aperto durante l'estate.
  - Giardino Ricasoli: si trova nei pressi di piazza Patriarcato con una superficie di 1002 m², qui ha trovato posto il monumento equestre dedicato a Vittorio Emanuele II collocato in precedenza in piazza Libertà. È attraversato dalla roggia di Palma.
  - Giardino Giovanni Pascoli: sorge nella zona di via Carducci e via Dante su 992 m².
- Aree verdi
  - Area verde Ilaria Alpi: parco attrezzato con campo da tennis, campo da basket e giochi per i bambini su 7523 m² in via Melegnano.
  - Area verde Lord Baden Powell: adiacente al centro storico, attrezzato con giochi per bambini su 4538 m².
  - Area verde Ambrosoli: sorge nei pressi del Liceo Classico su 5633 m².
  - Area verde McBride: sorge nei pressi del Palamostre su 9490 m².
  - Area verde Umberto Saba: sorge in via Joppi su 12102 m².
  - Area verde Marchiol: sorge in zona Baldasseria su 9700 m².
  - Area verde Salgari: sorge in via Del Bon su 9000 m².
  - Area verde Marcello D'Olivo: sorge in viale Afro su 9228 m².
  - Area verde Cesare Scoccimarro: sorge in zona San Gottardo su 10860 m².
  - Area verde Giacomo Della Mea: sorge in zona viale dello Sport su 10620 m².
  - Area verde Robin Hood: sorge in zona Paparotti su 5500 m².

Altre aree verdi di minori dimensioni sorgono in ogni quartiere cittadino.

## Società

### Evoluzione demografica
Nonostante negli anni novanta ci sia stato un progressivo spopolamento del comune di Udine a favore dei comuni del circondario, l'andamento demografico nell'ultimo decennio è comunque positivo grazie all'immigrazione di cittadini stranieri. L'andamento demografico di Udine e del circondario nel suo complesso è quindi in crescita costante. Nel febbraio 2012 Udine ha di nuovo superato i 100.000 abitanti, per poi tornare ai 99.180 del 2019.
Abitanti censiti

- Comuni d'Italia per popolazione

### Etnie e minoranze straniere
Dei quattro capoluoghi di provincia della regione Friuli-Venezia Giulia, al 31 dicembre 2023, Udine ha la seconda più alta percentuale di residenti stranieri: 14 536 presenze ovvero il 14,8% della popolazione totale, superiore alla media regionale del 9,2%.
- Romania 2 408
- Albania 1 590
- Ucraina 1 284
- Nigeria 710
- Ghana 674
- Cina 562
- Pakistan 562
- Serbia 500
- Kosovo 492
- Marocco 484

### Lingue e dialetti
A Udine, accanto alla lingua italiana, la popolazione utilizza la lingua friulana. Ai sensi della Deliberazione n. 2680 del 3 agosto 2001 della Giunta della Regione autonoma Friuli-Venezia Giulia, la città è inserita nell'ambito territoriale di tutela della lingua friulana ai fini della applicazione della legge 482/99, della legge regionale 15/96 e della legge regionale 29/2007.
La lingua friulana che si parla a Udine rientra fra le varianti appartenenti al friulano centrale.

In centro città è presente inoltre un dialetto veneto, l'udinese, tutelato dalla L.R. nr. 5 del 17 febbraio 2010, eredità dei tempi della dominazione della città da parte della Repubblica di Venezia. Inizialmente diffuso tra le classi agiate e borghesi della città e utilizzato come simbolo dell'alto stato sociale, una volta estintasi la dominazione della Serenissima, l'udinese ha vissuto una fase d'espansione nell'Ottocento e si è diffuso anche a livello popolare grazie alla sua affinità con la lingua italiana. Le testimonianze letterarie del dialetto udinese sono ridotte al minimo, ma va sicuramente ricordato lo scrittore e giornalista udinese Renzo Valente che scrisse una serie di articoli autobiografici sulla vita della città rappresentando (con fine sensibilità e una sottile vena d'umorismo) il modo di parlare e di vivere della borghesia udinese.
Curiosità: il saluto friulano "Mandi" è stato utilizzato dal comico e cabarettista Marco Milano per dare il nome al suo personaggio "Mandi Mandi", un originale giornalista friulano che si collegava da Udine durante la trasmissione Mai dire Gol.

### Istituzioni, enti e associazioni
A Udine hanno sede alcuni uffici e dipartimenti della Regione Autonoma Friuli-Venezia Giulia ospitati presso il nuovo palazzo della Regione in via Sabbadini. La città è sede del comando Brigata alpina "Julia".
- Le strutture ospedaliere della città sono:
  - Azienda Ospedaliero-Universitaria "Santa Maria della Misericordia", dotato di circa 1400 posti letto
  - Istituto di medicina fisica e riabilitazione "Gervasutta", dotato di circa 100 posti letto
  - Casa di cura Città di Udine, ospedale privato convenzionato con il sistema sanitario regionale
- Hanno sede a Udine diversi enti, istituzioni e associazioni di vario tipo, tra cui:
  - Società Filologica Friulana[36], principale istituto regionale per lo studio, la valorizzazione e la promozione della lingua e della cultura friulana, riconosciuta dalla Regione autonoma e dal Ministero per i Beni culturali, fondata a Gorizia nel 1919;
  - Associazione Culturale Udine Sipario[37], è un'associazione no profit costituitasi nel 1996 che si occupa dell'organizzazione di numerose e importanti attività culturali cittadine e ha dato costante sostegno alle istituzioni teatrali esistenti sul territorio.
  - Associazione Vicino-Lontano, è un'associazione culturale costituitasi nel 2004, organizza ogni anno il "Premio letterario internazionale Tiziano Terzani".
  - Centro Internazionale per le Scienze Meccaniche, con sede in piazza Garibaldi presso Palazzo Mangilli-Del Torso, fu istituito nel 1968.
  - Deputazione di Storia Patria per il Friuli, con sede in via Manin, fu istituita nel 1918 al fine di « [...] raccogliere e pubblicare, per mezzo della stampa, studi, storie, cronache, statuti e documenti diplomatici e altre carte che siano particolarmente importanti per la storia civile, militare, giuridica, economica e artistica del Friuli».[38]
  - Ente Friuli nel Mondo, con sede in via del Sale, fu fondato nel 1953 per assistere i friulani all'estero e per coordinare le attività dei Fogolârs Furlans. Esso pubblica un mensile, Friuli nel mondo, che supera le 25 000 copie distribuite in 78 stati. Le attività dell'Ente sono informative, di collegamento e di mantenimento dell'identità friulana soprattutto tra le nuove generazioni.
  - Istituto Friulano per la Storia del Movimento di Liberazione, con sede in viale Ungheria, fu istituito nel 1970.

## Cultura

### Biblioteche
- Biblioteca civica Vincenzo Joppi
- Biblioteche dell'Arcidiocesi di Udine:

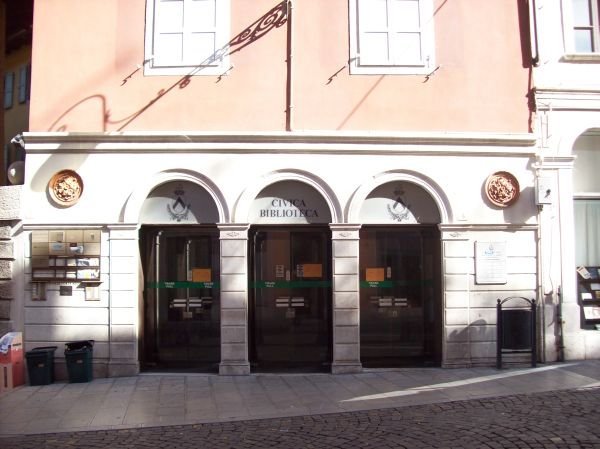
La sede della sezione moderna della Biblioteca civica "Vincenzo Joppi"

  - Arcivescovile, è una biblioteca di tipo storico-conservativo e possiede circa 11.000 volumi
  - Bartoliniana, conta oltre 10.000 volumi
  - del Seminario, biblioteca pubblica specializzata in opere storiche e teologiche, possiede circa 90.000 volumi
- Biblioteca d'arte dei civici musei, ospita oltre 35.000 volumi, attivata agli inizi degli anni sessanta solo dal 1987 è aperta al pubblico nella sede del Castello di Udine, non effettua prestiti ma solo la consultazione.
- Biblioteca del Museo friulano di storia naturale, possiede circa 38.000 volumi
- Biblioteca dell'Istituto friulano per la storia del movimento di liberazione, possiede 35.000 volumi
- Biblioteca della Società filologica friulana "G. I. Ascoli", ospitata nella sede di Palazzo Mantica in via Manin, sono conservati circa 20.000 volumi divisi nelle sezioni: generale, ladino dolomitico, romancio, catalano, Venezia Giulia, lingua e cultura friulana. La biblioteca svolge sia il servizio di consultazione che di prestito.

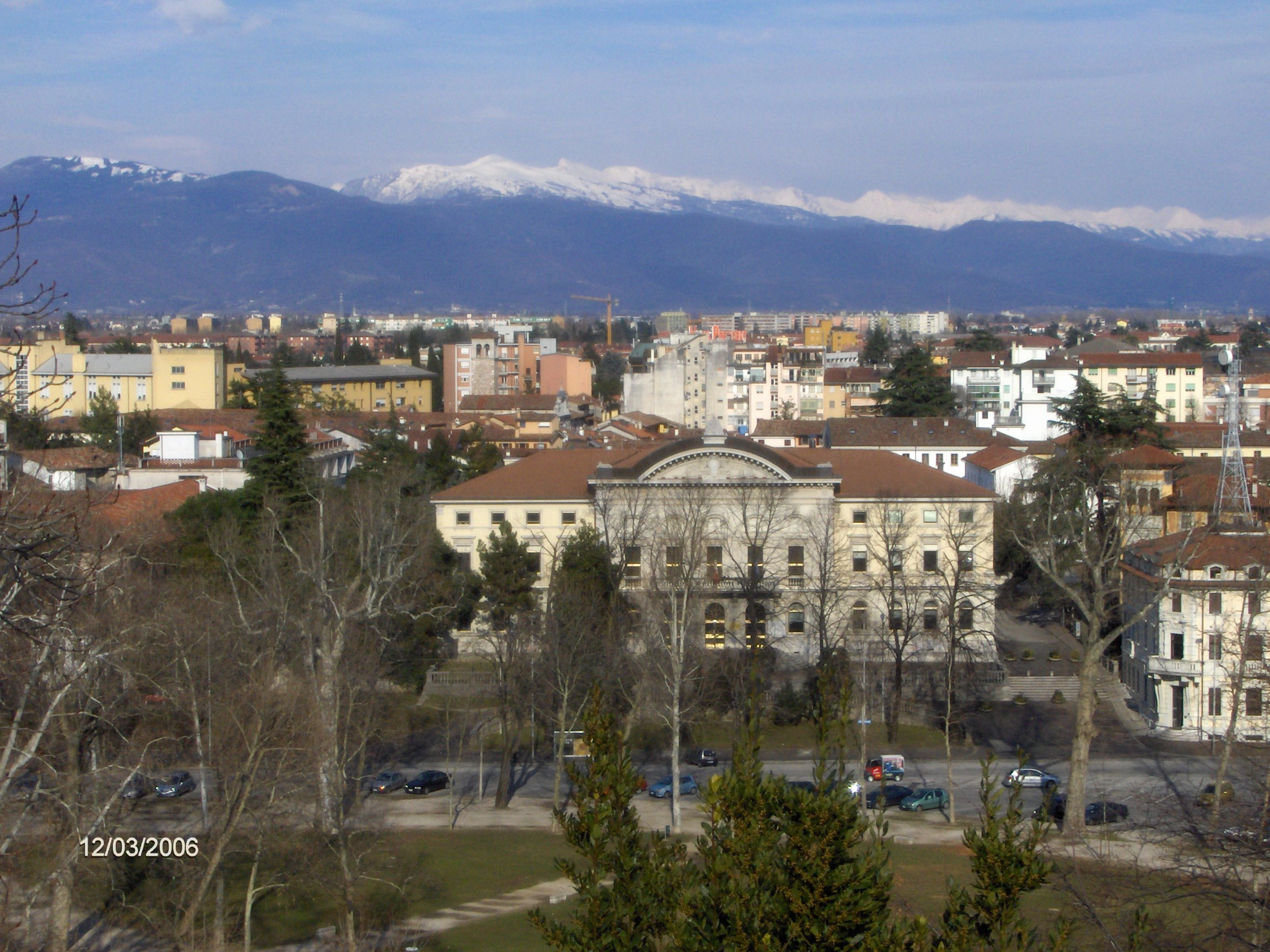
La sede del liceo classico Jacopo Stellini in piazza I Maggio con all'orizzonte le Alpi Giulie

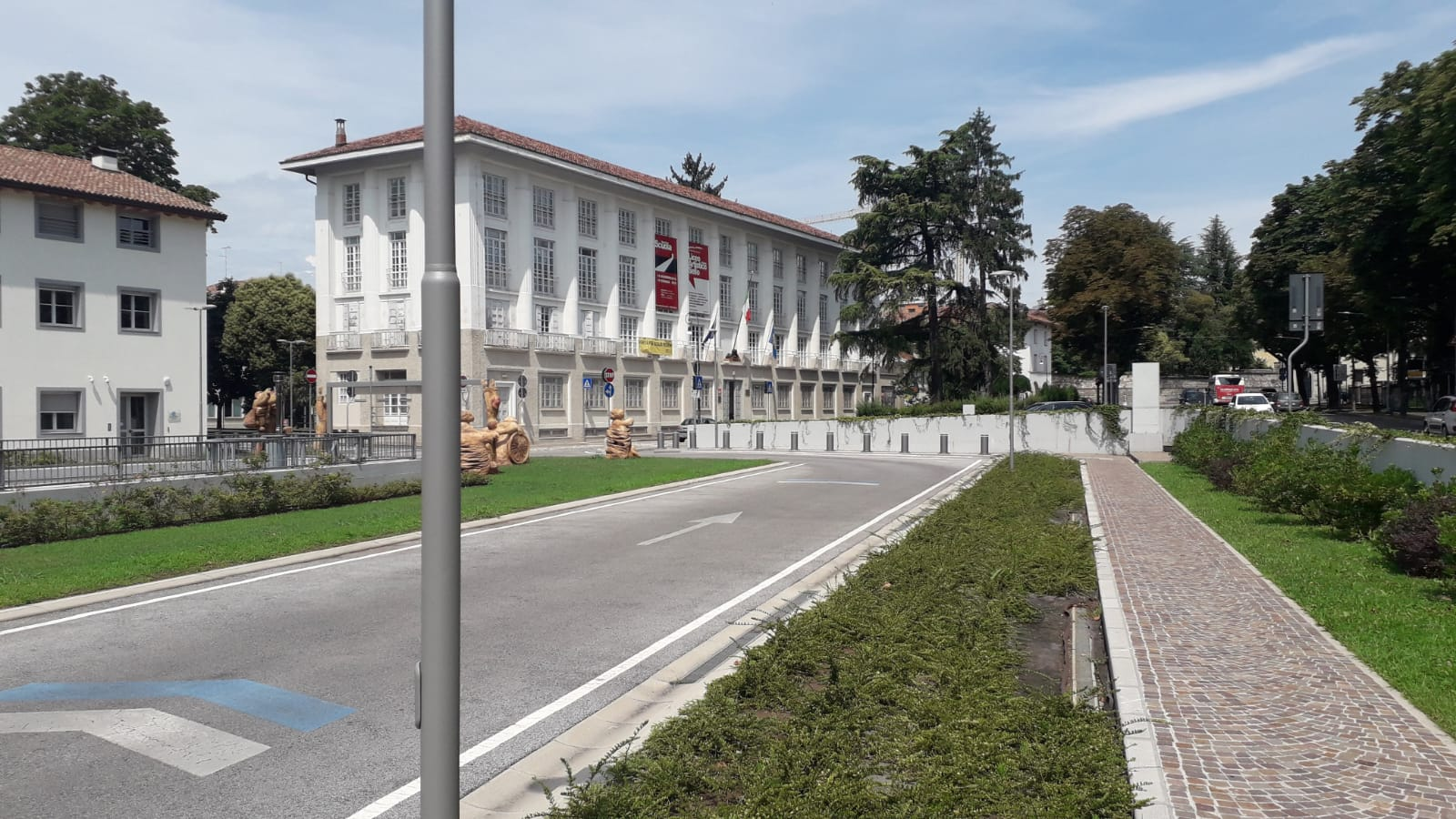
Il liceo artistico Sello, sull'altro lato della piazza

- Biblioteca del liceo classico Jacopo Stellini
- Biblioteche dell'Università degli Studi di Udine, sono attive le seguenti biblioteche:
  - Scienze
  - Economia e Giurisprudenza
  - Medicina
  - Area Cotonificio
  - Studi umanistici
  - Centro per la formazione e la didattica
  - Biblioteca Florio
- Mediateca "Mario Quargnolo", aperta al pubblico nel 2009 è ospitata presso la struttura del cinema multisala Visionario gestita dal Centro Espressioni Cinematografiche, possiede circa 2.500 volumi e circa 3.000 DVD.

### Scuole
Sono presenti in città 21 scuole primarie suddivise in quattro circoli scolastici, 8 scuole secondarie, 11 istituti d'istruzione superiore tra i quali il liceo classico Jacopo Stellini, L'ISIS Caterina Percoto, con i suoi quattro indirizzi: musicale, linguistico, economico sociale e delle scienze umane; dal 1981 inoltre vi è la possibilità di frequentare il Conservatorio statale di Musica Jacopo Tomadini. L'ISIS Arturo Malignani di Udine è tra le prime scuole in Italia che forniscono un'eccellente preparazione nel campo dell'aerotecnica, l'ex comandante delle Frecce Tricolori Marco Lant ha frequentato questo istituto, da qui anche la notorietà della scuola. L'ISIS ha in dotazione strumentazioni donate dalle industrie per formare adeguatamente gli studenti, inoltre nell'hangar sono presenti velivoli tra cui il North American F-86 Sabre e l'Aermacchi MB-326, altri costruiti dagli stessi studenti. L'istituto tecnico (ex commerciale) Antonio Zanon, fondato nel 1866, ad opera del commissario regio Quintino Sella; tra gli insegnanti si distinsero Giovanni Marinelli, geografo che dalla cattedra dello Zanon passò all'insegnamento universitario, lo scrittore Carlo Sgorlon; tra gli allievi Bonaldo Stringher, governatore della Banca d'Italia, e lo scienziato Arturo Malignani.. Alle suddette scuole pubbliche si affiancano alcuni istituti privati soprattutto nell'ambito delle scuole dell'infanzia.

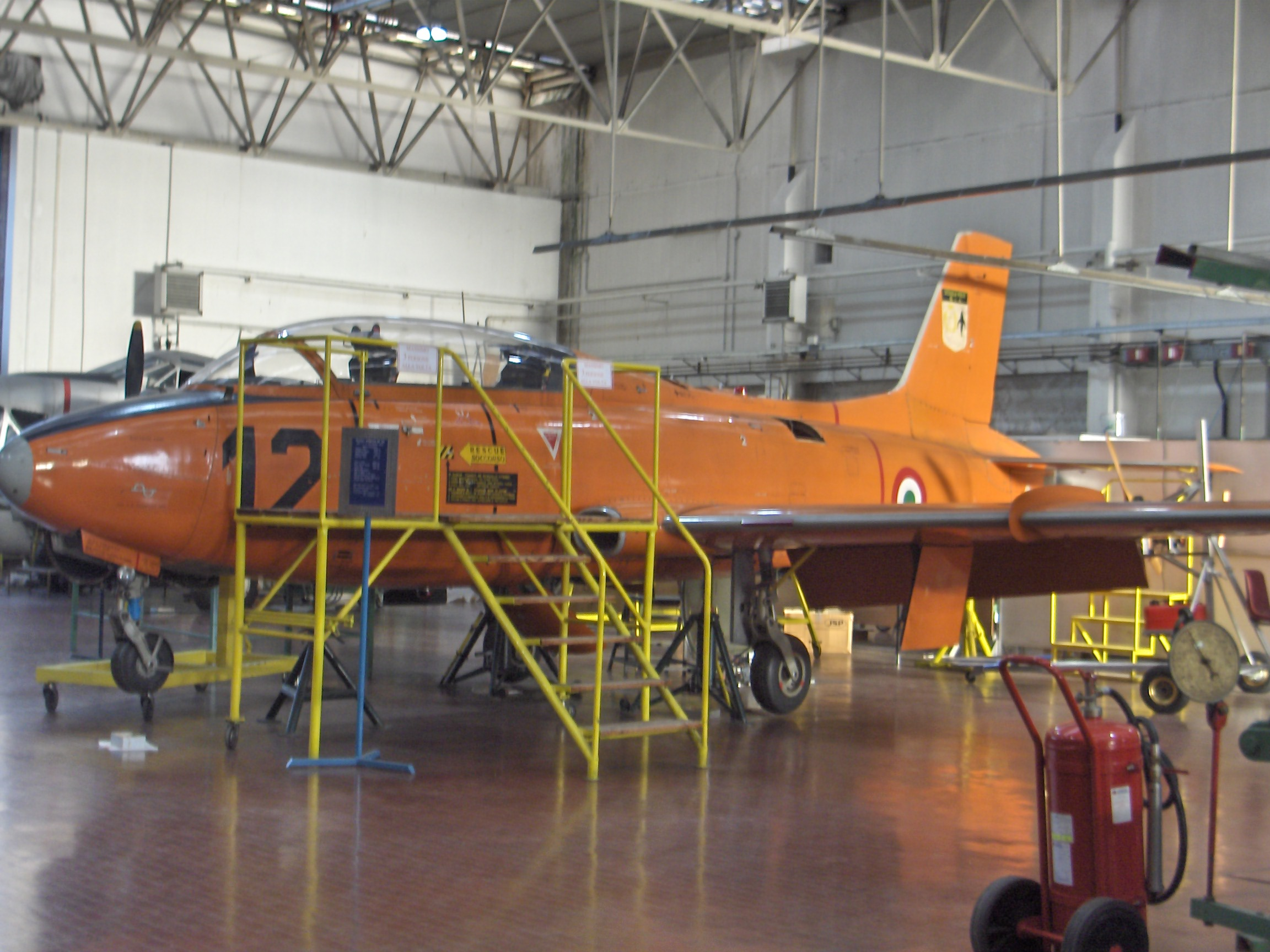
Aermacchi MB-326 nell'hangar dell'ISIS A. Malignani

### Università

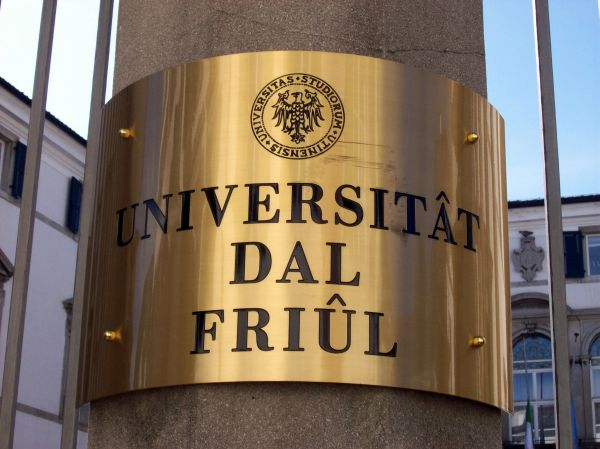
Targa in friulano all'ingresso di Palazzo Florio, ex-sede del Rettorato

L'Università degli Studi di Udine è stata fondata nel 1978 nell'ambito degli interventi per la ricostruzione del Friuli in seguito al terremoto del 1976.
L'istituzione dell'università, in particolare delle facoltà di medicina e di magistero, era stata richiesta fin dagli anni cinquanta: il Comitato per l'università friulana, presieduto da Tarcisio Petracco, aveva raccolto 125.000 firme a favore della fondazione dell'ateneo.
Ha tra i suoi obiettivi, oltre alla ricerca e alla formazione, comuni a tutti gli atenei, anche quello di "contribuire al progresso civile, sociale ed economico del Friuli e di divenire organico strumento di sviluppo e di rinnovamento dei filoni originari della cultura, della lingua, delle tradizioni e della storia del Friuli".
L'università ha promosso la costituzione di diverse istituzioni:
- Parco scientifico e tecnologico Luigi Danieli di Udine[41], gestito dal consorzio "Friuli innovazione",
- Incubatore d'imprese ICT "Techno Seed"[42];
- Fiera dell'innovazione "InnovAction"[43] che non si tiene più dal 2008 a causa dei tagli da parte della Regione.

I progetti d'impresa presentati dall'ateneo hanno inoltre vinto il "Premio nazionale dell'innovazione" nel 2003, 2004 e 2006.
Nel 2004 ha visto la luce, su spinta dei docenti laureatisi alla Scuola normale superiore di Pisa, la Scuola superiore dell'università di Udine, l'istituto d'eccellenza dell'ateneo friulano.
Nel 2014 viene fondata l'Accademia di Belle Arti di Udine G.B. Tiepolo. L'Accademia offre vari corsi quali Arti Visive, Comunicazione Web, Design, corsi di Lingua Italiana e corsi di alta specializzazione in Tatuaggio Artistico.

### Musei

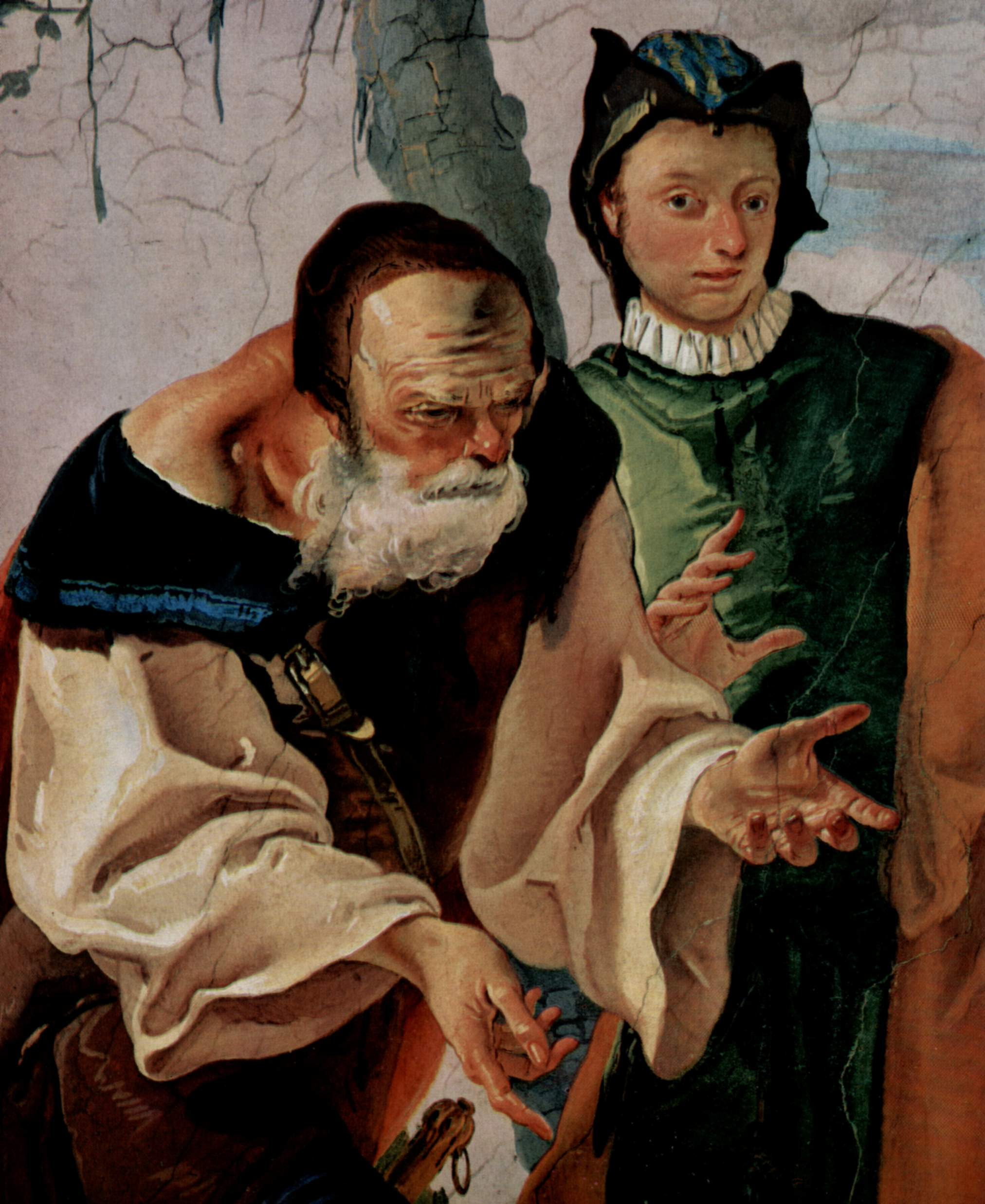
Museo diocesano e gallerie del Tiepolo. Affresco, particolare di una scena biblica, Giacobbe

- Civici musei e gallerie di storia e arte: dal 1906 hanno sede presso il Castello e si compongono di Museo Archeologico, Galleria d'Arte Antica, Galleria dei Disegni e delle Stampa, Museo Friulano della Fotografia, Fototeca e Collezioni Risorgimentali[45]
- Museo di Arte Moderna e Contemporanea: nell'omonimo palazzo, donato al Comune dal commerciante Dante Cavazzini e oggetto di un attento restauro su progetto originario di Gae Aulenti, ospita dal 2012 opere di arte italiana dalla fine dell'Ottocento ai giorni nostri (tra gli artisti: Luigi Nono, Amedeo Modigliani, Felice Casorati, Lucio Fontana e Giorgio Morandi), la collezione FRIAM (una serie di opere donate, in occasione del terremoto del Friuli del 1976, da artisti statunitensi) e la collezione d'arte di Maria Luisa Astaldi.
- Palazzo Giacomelli Museo etnografico del Friuli: allestito nel restaurato Palazzo Giacomelli in borgo Grazzano, ospita dal 2010 oggetti e manufatti della vita tradizionale friulana e del sacro, oggetti della vita quotidiana, dell'abbigliamento, delle maschere, del gioco, della musica e dello spettacolo.
- Gallerie del Progetto: hanno sede a Palazzo Morpurgo e conservano gli archivi di architettura e design; spiccano in particolare gli archivi degli architetti Raimondo D'Aronco, Ottorino Aloisio, Pietro Zanini, Marcello D'Olivo, Angelo Masieri e, per il design, l'archivio dell'Electrolux Zanussi. Le Gallerie ospitano anche mostre a tema.
- Museo del duomo di Udine
- Museo diocesano e gallerie del Tiepolo
- Museo Friulano di Storia Naturale
- Museo del Risorgimento di Udine
- Museo Friulano della Fotografia[46]
- Galleria dei Disegni e delle Stampe
- Galleria d'Arte Antica di Udine
- Sale Cimeli Della Brigata Alpina Julia
- Sala Museale del 3° Reggimento Genio Guastatori
- Museo Malignani dell'elettronica e dell' informatica[47]
- Parco botanico Friuli-Cormor
- Orto Botanico Friulano

### Media

#### Stampa
Quotidiani:
- Messaggero Veneto - Giornale del Friuli;
- Il Gazzettino, edizioni di Udine;

Periodici:
- Il Friuli;
- La Vita Cattolica;
- La bancarella.

#### Radio
- Radio Onde Furlane
- Radio Spazio - la voce del Friuli
- Radio Gioconda
- Radio Italia Network nasce nel 1982 a Udine la famosa radio dance, che chiude definitivamente le sue trasmissioni nel 2018.

#### Televisione
- Telefriuli;
- Udinese tv

Redazioni di Udine:
- Rai Friuli-Venezia Giulia;
- Telequattro;
- Telepordenone

### Teatro
Questi sono gli enti e le associazioni teatrali e cinematografici principali della città (per quanto riguarda gli edifici si veda la sezione Monumenti e luoghi d'interesse/Teatri):
- CSS Teatro stabile di innovazione del Friuli-Venezia Giulia
- Teatro Club Udine
- Civica accademia d'arte drammatica Nico Pepe
- Ente regionale teatrale del Friuli-Venezia Giulia
- Associazione teatrale friulana
- CEC - Centro Espressioni Cinematografiche (Cinema Visionario e Cinema Centrale)[48]

Il teatro Club di Udine organizza dal 1971 il Palio Teatrale Studentesco Città di Udine, che vede come attori da 40 anni gli studenti delle scuole superiori di Udine.

### Cinema
Dal 2000 grazie all'opera della FVG film commission si sono realizzate diverse produzioni cinematografiche che hanno avuto come location la città, tra queste: La ragazza del lago, Come Dio comanda, Riparo-Anis tra di noi di Marco Simon Puccioni.
Dal 1999 Udine è la sede del Far East Film Festival, un'importante rassegna cinematografica sul cinema del lontano Oriente.

### Cucina udinese

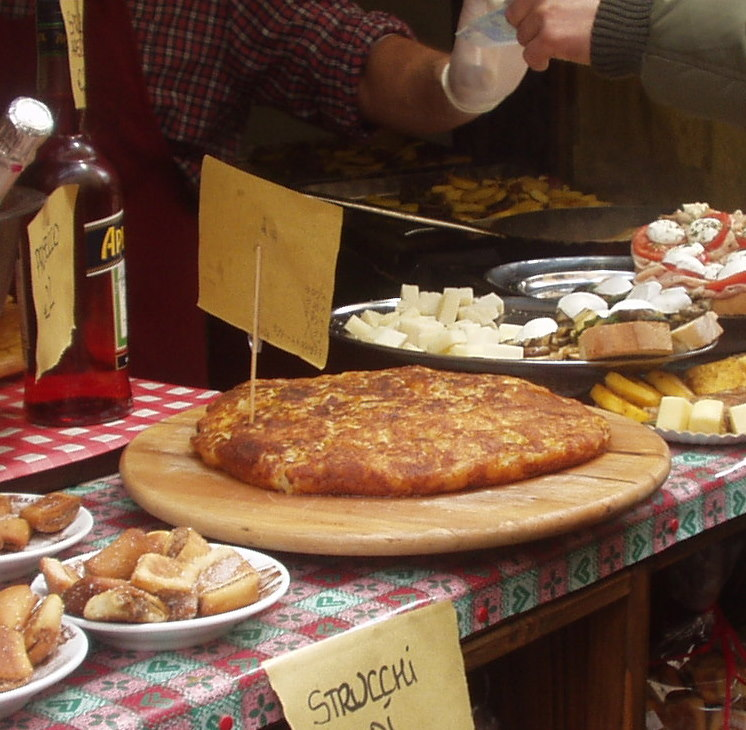
Frico con patate

La cucina friulana è caratterizzata da piatti sostanziosi come la polenta, il frico, le minestre e i minestroni, i prodotti dalla macellazione del maiale, la brovada e il musetto, le frittate, soprattutto con le erbe del territorio, la selvaggina, generalmente accompagnati da vino bianco (taj di blanc) o rosso (taj di neri).
Data la vicinanza e la facilità con cui si può raggiungere la Slovenia (mezz'ora da Udine) si sono introdotti nella cucina locale piatti della tradizione slava, in particolare il gulasch e i ćevapčići, accompagnati da polenta, e infine prodotti del territorio quali il prosciutto di San Daniele, la trota e gli asparagi. Relativa l'influenza della cucina goriziana (patate in tecia). Marginale, invece, l'influenza della cucina triestina su quella udinese, sopravvissuta quasi esclusivamente nell'offerta della jota e dei bolliti (cragno e porcina).
Importante la produzione di formaggi, in particolare del Montasio (formaggio D.O.P. a pasta cruda), ingrediente principale del frico, e dei salumi, fra i quali il prosciutto di San Daniele, il salame, la soppressa, il lardo, la lingua, il prosciutto cotto nel pane. Il pane ha la caratteristica forma del doppio cornetto. I piatti della cucina udinese si trovano nelle sopravvissute osterie udinesi.

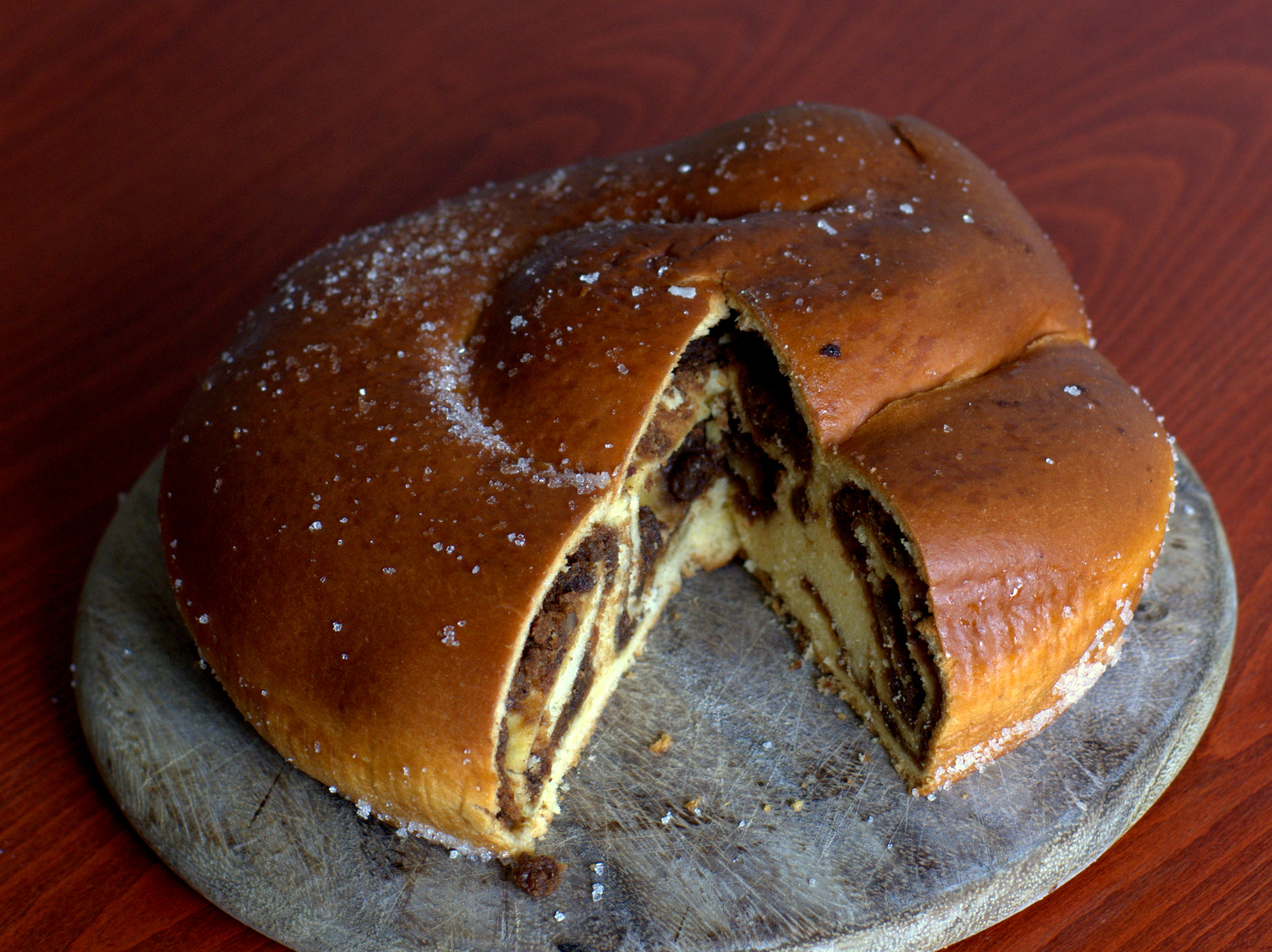
Gubana

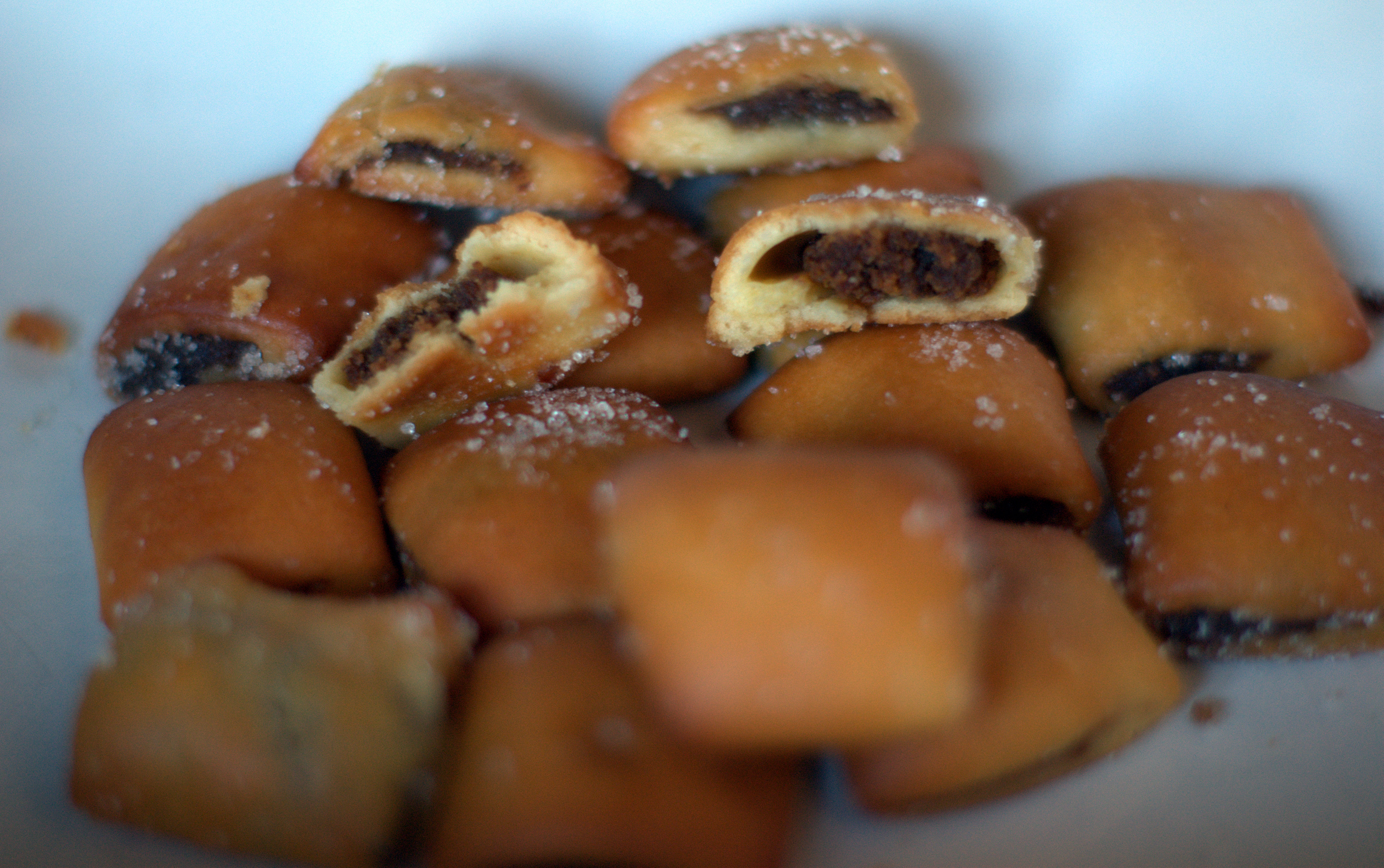
Strucchi

Fra i dolci, tipici sono la gubana e gli strucchi, i crostoli durante il periodo del carnevale e le favette fra i Dolci dei morti.
I principali vini della produzione locale sono, fra i grandi bianchi friulani, il Friulano, il Ramandolo, il Verduzzo, la Ribolla Gialla, oltra a vitigni internazionali come Chardonnay e Pinot e fra i rossi, Il Refosco dal Peduncolo Rosso, lo Schioppettino oltre agli internazionali Merlot e Cabernet.
Notevole anche l'offerta delle grappe, ricordando che in Friuli sono nate le monovitigno.
La cucina udinese, oltre che nelle osterie e nelle trattorie della cinta cittadina, si può trovare nelle sagre. In Borgo Grazzano, è tipica la sagra delle rane (crots). Da diversi anni Friuli Doc è un'importante vetrina dedicata alla cucina locale.
Alcune pietanze vengono preparate in occasione di ricorrenze particolari. È il caso della trippa, preparata in brodo o in umido (vigilia di Natale), l'aringa con la cipolla il mercoledì delle ceneri, il vin brulè il giorno dell'Epifania.

#### La polenta
(detto popolare)
Un capitolo a parte merita la polenta, piatto principale della dieta delle famiglie più povere dei friulani e degli udinesi per almeno cento anni, dalla metà dell'Ottocento alla seconda guerra mondiale.
L'inchiesta Jacini sulle condizioni di vita della popolazione agricola italiana (1881-1886) riconosce come la polenta di granturco al momento dell'unificazione fosse l'unico alimento accessibile per la maggior parte delle famiglie friulane contadine. La grande prevalenza dell'uso del granturco sugli altri alimenti originava dalla distruzione dei raccolti delle patate a causa del fungo peronospora intorno al 1850 e dell'infezione della fillossera per la vite, oltre che dalla generale crisi agraria. La dieta povera a base di polenta poteva causare la pellagra per avitaminosi. Preparata nella cjalderie (paiolo) di rame sul fogolâr (caminetto), la farina di granturco cotta nell'acqua faceva da colazione, pranzo e cena per le famiglie di contadini. La polenta, a differenza della pasta, non si presta a molte varianti nella cucina. Laddove la pasta può essere lessata e condita, ma anche riempita, oppure fatta al forno in forma di pasticcio, aggiunta alle minestre, e persino aggiunta alla frittata, la polenta è poco versatile, e può essere servita solo cotta nel paiolo o al massimo pasticciata, ovvero preparata a strati con ragù o funghi. Con il mutamento delle condizioni di vita della popolazione e l'accesso della donna nel mondo del lavoro è diventata una pietanza assai più limitata nel consumo per via dei tempi di cottura necessari che consistono in almeno 45 minuti. Sostituita dal pane e dalla pasta, è diventata soprattutto un accompagnamento per gli spezzatini, i gulasch e i piatti di selvaggina, in sostanza un piatto invernale e persino di festa, oppure viene servita a fette nelle sagre, sempre con diversi accompagnamenti.

### Eventi
- Manifestazioni del ciclo Udine porta a Oriente:
  - Calendidonna (marzo), festival delle lettere, arti e scienze al femminile.
  - Far East Film Festival (aprile), dal 1997 Udine ospita una delle più importanti vetrine mondiali dedicate alla cinematografia asiatica. Organizzato dal Centro Espressioni Cinematografiche, si svolge ogni anno tra aprile e maggio al Teatro Nuovo Giovanni da Udine e nelle sale del cinema Visionario.
  - Vicino/Lontano - Premio Terzani (maggio), manifestazione culturale sul tema delle identità e delle differenze che si svolge dal 2005 dal giovedì alla domenica con dibattiti e conferenze tematiche che vedono la partecipazione di filosofi, scrittori, giornalisti e studiosi. Durante la manifestazione nella serata del sabato al Teatro Giovanni da Udine viene assegnato il Premio letterario internazionale intitolato al giornalista e scrittore Tiziano Terzani. Gli incontri, nelle prime edizioni si sono svolti presso la chiesa sconsacrata di San Francesco e all'ex mercato del pesce, nel 2008 si sono concentrati nella zona di piazza Libertà: nella sala Ajace della loggia e in un tendone appositamente allestito sullo sterrato della piazza.
- Palio Teatrale Studentesco (aprile) è una rassegna teatrale che vede impegnati ogni anno da oltre 40 anni gli studenti delle scuole superiori di Udine.
- Maratonina Città di Udine (settembre)
- Festival internazionale di chitarra (giugno), si svolge nel salone del Parlamento al Castello
- Free Cormor Rock (giugno), rassegna musicale e sportiva che si tiene presso il parco del Cormor
- Udine Pedala (giugno), è una pedalata non competitiva che si tiene annualmente ed è aperta a tutti. La manifestazione è particolarmente famosa per essere entrata per ben due volte nel guinness dei primati con il record di partecipanti, la prima volta nel 1999 in cui alla partenza si presentarono 33 000 iscritti. L'anno successivo, nel 2000, presero parte alla gara 48 015 persone battendo così il precedente record.[49] Nel 2006 ha cambiato denominazione in UdinBike.
- Udinestate (giugno-agosto)
- Udin&Jazz (giugno), rassegna musicale giunta alla diciottesima edizione (2008) cui hanno preso parte artisti quali Archie Shepp, Pat Metheny, Robert Fripp, B.B. King, Equality, Quintorigo, Dionne Warwick.
- Rally del Friuli e delle Alpi orientali (agosto)
- Friuli doc (settembre), è una rassegna enogastronomica che si tiene dal 1995 nelle principali piazze e vie del centro storico cittadino in cui vengono allestiti stand e punti di ristoro. La manifestazione si svolge nell'arco di quattro giorni, dal giovedì alla domenica ed ha come motto vini, vivande, vicende, vedute. L'edizione che ha sinora avuto più successo (2007) ha visto la presenza di oltre un milione e duecentomila visitatori.
- Udine grazie alla presenza dello Stadio Friuli ospita spesso importanti manifestazioni musicali a livello nazionale e internazionale, nell'estate 2009 si sono tenuti tre importanti concerti che hanno visto la presenza di circa 120 000 spettatori[50].
- HomePage Festival, festival musicale annuale
- Bianco&Nero
- Conoscenza in Festa

## Geografia antropica
Il comune ha un'estensione di 55,81 km² e ha un'altitudine di 113 m s.l.m..
- Patto per il Sistema Urbano Udinese
Il 30 gennaio 2009 è stato sottoscritto a Udine il patto per il Sistema Urbano Udinese[51] tra i Comuni di Udine, Campoformido, Martignacco, Tavagnacco, Pasian di Prato, Pradamano, Tricesimo, Pozzuolo del Friuli, Pavia di Udine, Remanzacco, Pagnacco e Povoletto, con l'obiettivo di promuovere la cooperazione a livello sovracomunale nell'ambito dei settori dell'ambiente, mobilità e pianificazione.

### Località
Da quando esistono le circoscrizioni le località sono considerate come quartieri cittadini. Alcune di esse sono periferiche al centro storico, come Cussignacco, Laipacco, Paparotti, Paderno, altre sono appena fuori, come Chiavris, una zona circostante ad una rotatoria inserita in piena città, per la quale oramai il termine località è del tutto fuorviante.
In generale sono ancora poche le località non conurbate alla città, e sono ancora di meno quelle che conservano una definita identità di paese. Tra queste si possono ricordare Beivars, Godia, che si trova a circa 6 km a nord-est dal centro cittadino, e San Bernardo che è situata anch'essa nell'estrema periferia nord-orientale del comune udinese e lambisce i confini dei comuni di Reana del Rojale e Povoletto.
I principali quartieri:
- Baldasseria, Beivârs, Casali Sartori, Chiavris, Cormôr, Cussignacco, Gervasutta, Godia, Laipacco, Molin Nuovo, Paderno, Paparotti, Rizzi, San Bernardo, San Domenico, San Gottardo, Sant'Osvaldo, San Paolo, San Rocco, Sant'Ulderico, Vât, Villaggio del Sole.

### Suddivisione amministrativa
Udine è amministrativamente suddivisa in sette circoscrizioni che comprendono quartieri cittadini. Fino al 2008 erano dotate di propri organi amministrativi ad elezione diretta, con l'entrata in vigore della nuova legge finanziaria questi organi rappresentativi sono stati soppressi e sostituiti da un consigliere comunale che funge da rappresentante circoscrizionale.
| Circoscr. | Denominazione                       | Zone | km²   | Nr. abitanti | Nr. stranieri | Strutture comunali                                                   |
| --------- | ----------------------------------- | --- | ----- | ------------ | ------------- | -------------------------------------------------------------------- |
| 1         | Udine centro                        | centro storico | 2,98  | 19.437       | 3.019         | 1 biblioteca                                                         |
| 2         | Rizzi-San Domenico-Cormor-San Rocco | nord-ovest e ovest: v.le Venezia-S. Rocco, Cormor, centro studi, S. Domenico, Villaggio del Sole, Rizzi-Università-Stadio | 10,23 | 21.169       | 2.507         | 2 biblioteche, 1 ambulatorio, 1 centro di aggregazione               |
| 3         | Laipacco-San Gottardo               | est: S. Gottardo, Riccardo Di Giusto-via Cividale, via del Bon-Laipacco                                                   | 9,88  | 14.637       | 1.673         | 1 biblioteca, 1 ambulatorio, 1 consultorio, 1 centro di aggregazione |
| 4         | Udine sud                           | sud: stazione FS, Viale Palmanova-Baldasseria, Gervasutta-Partidor                                                        | 6,18  | 9.454        | 1.349         | 1 biblioteca, 1 ambulatorio, 1 consultorio                           |
| 5         | Cussignacco                         | Cussignacco-Paparotti | 7,58  | 5.446        | 693           | 1 biblioteca, 1 ambulatorio                                          |
| 6         | San Paolo-Sant'Osvaldo              | sud-ovest: S. Osvaldo-via Pozzuolo-via Lumignacco                                                                         | 4,23  | 5.527        | 747           | 1 biblioteca, 1 ambulatorio, 1 consultorio                           |
| 7         | Chiavris-Paderno                    | nord: ospedale, Chiavris, Paderno, v.le Vat, Parco Nord-Molin Nuovo, Godia, Beivars                                       | 15,70 | 23.401       | 2.168         | 1 biblioteca, 1 ambulatorio                                          |

### Suddivisioni storiche
A Udine sono presenti 7 borghi storici rientranti nell'area delimitata dalle antiche mura medievali facenti parte del centro storico e quindi della 1 circoscrizione, inoltre si aggiungono alcune contrade storiche al di fuori delle mura come il quartiere di Cussignacco. Attraverso il comitato dei borghi storici vengono organizzate feste e manifestazioni culturali in ogni borgo cittadino.
I borghi sono:
- Borgo Aquileia
- Borgo Gemona
- Borgo Grazzano
- Borgo Poscolle
- Borgo Pracchiuso
- Borgo San Lazzaro
- Borgo Villalta

## Economia
Udine è al primo posto tra i quattro comuni capoluoghi di provincia della regione per reddito imponibile medio ai fini Irpef (dati 2010).
Le attività economiche peculiari del capoluogo friulano sono legate principalmente alla sua funzione amministrativa e culturale essendo sede di Provincia, Regione, ospedali, banche, scuole, università e vari enti e associazioni. Di grande importanza anche il ruolo del commercio che ha sempre caratterizzato Udine come città emporiale punto di riferimento per tutto il Friuli, di contro è andata via via perdendo il ruolo di città industriale, sono stati infatti chiusi i grandi stabilimenti soprattutto nel settore siderurgico ed alimentare, ad essi si sono sostituiti piccoli e medi insediamenti che hanno trovato spazi adeguati nella cosiddetta ZIU ovvero la Zona Industriale Udinese, presente a sud della città.

### Industria
All'industria pesante in fase di generale declino, si è sostituito con successo il modello dell'azienda manifatturiera medio-piccola, a struttura generalmente familiare, derivante dall'esperienza dell'artigianato. Le industrie siderurgiche, un tempo presenti nel capoluogo friulano (acciaierie Bertoli, SAFAU) si sono trasferite nell'hinterland udinese (ABS di Cargnacco) oppure lontano dal capoluogo (come Pittini di Osoppo). Hanno cessato la loro attività anche importanti stabilimenti dell'industria alimentare come la Birra Moretti e la sede di imbottigliamento della Coca-Cola.

### Servizi
I grandi stabilimenti industriali sono stati sostituiti da una fitta rete di distribuzione commerciale di dimensioni medio-grandi concentrata specialmente a nord della città, sulla cosiddetta Tresemane o strada degli acquisti. Il settore terziario, soprattutto nell'hinterland udinese, ha raggiunto un grande peso economico e rappresenta circa 2/3 dell'occupazione totale. Sono presenti numerosi insediamenti della grande distribuzione organizzata e specializzata, nel territorio comunale sorgono 2 parchi commerciali e 3 ipermercati, nei vicini comuni dell'hinterland, esistono invece 5 centri commerciali (Martignacco, Pradamano, Tavagnacco, Cassacco e Basiliano) e 7 ipermercati. Sono presenti inoltre 2 grandi complessi cinematografici, i cosiddetti multiplex, rispettivamente con 2.500 posti in 12 sale e 2.122 posti in 11 sale. Nel centro cittadino opera un circuito di 5 sale ospitate in due cinema multisala con un totale di 722 posti.
Di una certa importanza anche il quartiere fieristico di UdineFiere, sorto nell'area che ospitava l'ottocentesco Cotonificio Udinese presso Torreano nel confinante comune di Martignacco. Il complesso occupa una superficie di 240.000 m² ed è dotato di 9 padiglioni che con le aree esterne offrono un'area espositiva di 31.000 m². Vi si svolge una decina di eventi annuali tra cui il salone internazionale della sedia e la fiera Casa moderna. Nel 2006 in seguito alla fusione con la fiera di Gorizia si è costituita la Udine e Gorizia Fiere spa, nel complesso il polo fieristico conta su circa 500.000 visitatori annui.

## Infrastrutture e trasporti

### Strade
Essendo Udine una città situata in prossimità dei confini con Austria e Slovenia è interessata dal passaggio di strade internazionali.
Fra le principali si ricordano:
- l'autostrada A23 facente parte della rete stradale europea E55 che parte da Palmanova e arriva fino al confine austriaco passando per Gemona, Tolmezzo, Pontebba e Tarvisio.
- la strada statale 13 Pontebbana. Essa funge da raccordo per alcune delle principali strade regionali della zona. Iniziano qui la SR 56, la SS 54, la SR 353, la SR 464 e la SR 352.

La città è dotata di due tangenziali:
- tangenziale Ovest (tratto della SS 13).
- tangenziale Sud.

### Ferrovie
La stazione di Udine è la più importante stazione della regione Friuli-Venezia Giulia per numero annuale di passeggeri ed è capolinea di cinque linee ferroviarie:
- linea per Venezia;
- linea per Trieste;
- linea per Tarvisio;
- linea per Cervignano;
- linea per Cividale.

Esistevano in precedenza progetti di collegamento con Majano di cui rimangono tuttora delle tracce come il viadotto che passa sopra il Cormor nei pressi di Pagnacco, un viadotto in rovina che doveva passare sopra viale Vat e il terrapieno che segue il percorso dalla periferia di Udine fino a Pagnacco. Altro progetto era la ferrovia Udine-Portogruaro il cui tratto comincia a Lestizza e termina nei pressi di Teglio Veneto; l'intero percorso ora è utilizzato come strada provinciale denominata SP 95 che, proprio per questo motivo, viene chiamata "ferrata".
Nel piazzale antistante la stazione ferroviaria è presente la fermata del bus ÖBB Intercity per Villaco e Klagenfurt.
Dall'8 giugno 2008, nel territorio comunale è presente una fermata ferroviaria situata nella zona orientale lungo la Udine – Cividale, la quale è denominata San Gottardo ed è a servizio dell'omonima frazione.
La città è dotata anche di altri impianti ferroviari, non aperti al servizio viaggiatori: il Posto di movimento Vat, situato alla diramazione tra la ferrovia Pontebbana e la linea di cintura di Udine, e Udine Parco, sulla ferrovia Udine-Trieste.

### Mobilità urbana
Il mezzo di trasporto più utilizzato è l'automobile, con una media di 64 auto private ogni 100 abitanti..
Il traffico urbano, specie negli ultimi anni, è molto consistente, spesso critico nelle zone del centro come via Poscolle, via del Gelso, via Zanon o nei dintorni come viale Leonardo da Vinci, viale Cadore, piazzale Osoppo (la zona più inquinata dalle polveri sottili), viale della Vittoria, viale Palmanova e via Martignacco. Nonostante questo, Udine è una tra le poche città capoluogo italiane a non aver superato nel 2012 la soglia limite di polveri sottili in un anno previste dal decreto legislativo 155/2010 (35 giorni/anno con concentrazioni superiori a 50 µg/m3).
Il principale mezzo pubblico è l'autobus. La Società Autoservizi Friuli-Venezia Giulia (SAF) gestisce il trasporto urbano. Sono attive 11 linee urbane, più altre linee speciali istituite nel periodo scolastico. Secondo lo studio divulgato da un'associazione ambientalista, nel 2012 Udine risultava la città italiana con il minor impatto ambientale dei mezzi pubblici.
Fra il 1887 e il 1952 a Udine era attiva una rete tranviaria, elettrificata nel 1908, a scartamento metrico; un tratto di essa era comune alle tranvie Udine-San Daniele e Udine-Tarcento, che avevano quale principale terminal urbano la scomparsa stazione di Udine Porta Gemona.

### Aeroporti
La città è raggiungibile con l'aereo dall'aeroporto del Friuli-Venezia Giulia, detto anche aeroporto di Trieste-Ronchi dei Legionari, distante 38 km; altro aeroporto è l'aeroporto di Udine-Campoformido che è aperto al solo traffico turistico e sportivo ed è distante 5 km. A 19 km da Udine è presente anche l'aeroporto militare di Rivolto, sede delle Frecce Tricolori.

## Amministrazione

### Consolati
- Canada, Consolato onorario
- Repubblica Ceca, Consolato onorario
- Federazione Russa, Consolato onorario

### Gemellaggi
Fonte: Comune di Udine - ufficio gemellaggi
- Esslingen am Neckar, dal 1958
- Vienne, dal 1959
- Neath Port Talbot, dal 1960
- Norrköping, dal 1964
- Schiedam, dal 1970
- Villaco, dal 1979
- Belgrado, dal 1980
- Tirana, dal 1981
- Timișoara, dal 1983
- Maribor, dal 1985
- Albacete, dal 2002
- Yaoundé, dal 2008
- Nyíregyháza
- Setúbal, dal 2008

#### Patti di amicizia
- Windsor, dal 1975
- Resistencia, dal 1978
- Velenje, dal 1991
- Óbuda, dal 1992
- Bikaner, dal 2000
- Klagenfurt, dal 2001
- Piotrków Trybunalski

## Sport

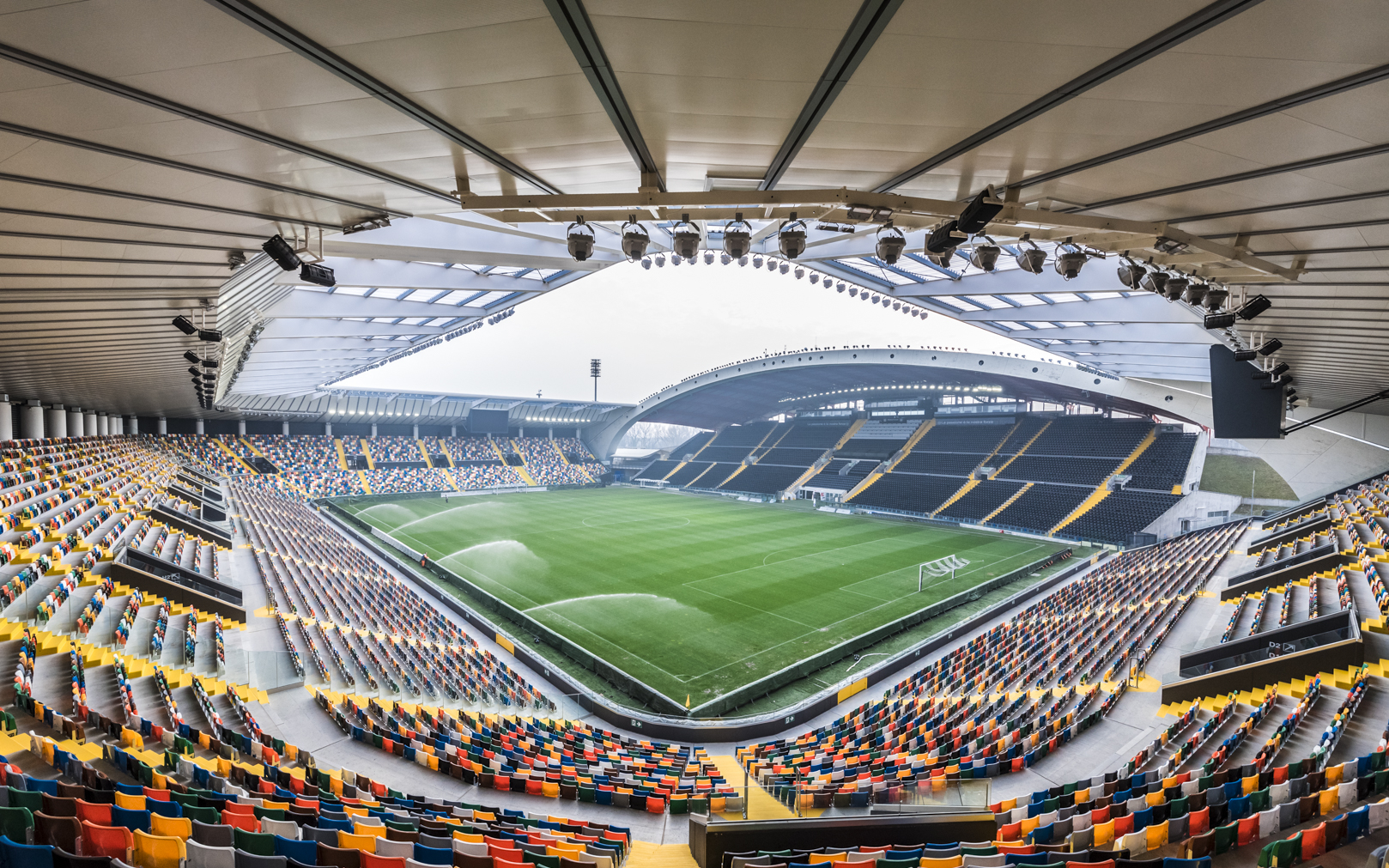
Lo Stadio Friuli

- Calcio: l'Udinese Calcio è la squadra cittadina, fondata nel 1911 in seno a una polisportiva attiva dal 1896, il che ne fa una delle società più antiche d'Italia. Tra i piazzamenti più prestigiosi ottenuti nel campionato di serie A si annoverano il secondo posto nel 1954-55, il terzo posto nel 1997-98 e nel 2011-12; conta inoltre varie partecipazioni alla Coppa UEFA/Europa League e tre qualificazioni alla UEFA Champions League, nel 2004-05, nel 2010-11 e nel 2011-12.

Squadre minori udinesi - quartiere - campionato 2013-14
- A.S.D. Academy Udinese, (solo settore giovanile)
- A.S.D. Ancona, Paderno - Prima Categoria
- U.S. Assosangiorgina - Sant'Osvaldo - Terza Categoria
- A.S.D. Bearzi, Paderno - Seconda Categoria
- G.S. Chiavris, Chiavris - Terza Categoria
- A.S. Cussignacco Calcio, Cussignacco - Terza Categoria
- Donatello, Baldasseria - Terza Categoria
- A.S.D. Fulgor, Godia e Beivârs - Prima Categoria
- A.S.D. Rangers, San Rocco - Terza Categoria
- A.S.D. Real Udinest, Riccardo Di Giusto - Seconda Categoria
- A.S. San Gottardo, San Gottardo - Terza Categoria
- A.S.R.D. Udine United Rizzi Cormor - Terza Categoria
- A.S.D. Contea di Cussignacco - Prima Categoria Campionato L.C.F.C.
- Basket: la squadra maschile Associazione Pallacanestro Udinese ha disputato alcune stagioni nella massima serie del campionato italiano cessando l'attività nel 1992, successivamente anche la Pallalcesto Amatori Udine ha disputato alcune stagioni nella massima serie cessando a sua volta l'attività nel 2011, quindi la GSA Amici Pallacanestro Udinese ha riportato Udine fino alla serie A2 nella stagione 2016/17.

Nel femminile la Libertas Sporting Club Udine gioca in serie A-2 da 9 stagioni.
- Rugby: l'Udine RFC milita in serie B
- Pallavolo: sia la squadra maschile che quella femminile disputano il campionato di B-1
- Football americano: in A-2 ci sono i Draghi Udine
- Pallamano: in serie A, dalla stagione 2008-09, milita la squadra femminile di pallamano del CUS Udine, l'Atomat, in serie B militava la squadra maschile di pallamano della Pallamano Malignani. La Campoformido Pallamano con 3 squadre; due femminili Under 16 e 18 e una squadra maschile di amatori.
- Tennis Club Udinese.
- Scuderia Friuli scuderia automobilistica del ACI Udine[59]
- Scherma ASU: Associazione Sportiva Udinese, nata nel 1875 come Società di Ginnastica e Scherma. La sezione scherma ha contribuito a formare numerosi atleti, maestri e commissari tecnici di fama internazionale, come Dorina Vaccaroni, Margherita Granbassi e Andrea Magro. La squadra di calcio dell'ASU vinse nel 1896 il Primo campionato Nazionale del gioco del calcio, mai riconosciuto in quanto la Federazione Italiana Football venne creata solo nel 1898.[60]
- Scherma storica: Sala d'Arme Achille Marozzo
- Atletica leggera: Atletica Malignani Libertas Udine

### Eventi sportivi
Nel mese di giugno del 1990 Udine ospita 3 incontri del Girone E dei mondiali di calcio di Italia '90.

#### Ciclismo
Giro d'Italia
Udine è stata sede di arrivo finale del Giro d'Italia nell'edizione del 1983, con il traguardo del 5 giugno posto in piazza I° maggio, dove si concluse l'ultima tappa (cronometro individuale proveniente da Gorizia) con la vittoria di Roberto Visentini e successo finale di Giuseppe Saronni.
In totale, la città è stata sede di tappa della "Corsa Rosa" in venti occasioni (undici partenze e nove arrivi).

### Impianti sportivi
- Stadio Friuli (dal 2016 al 2023 anche noto come Bluenergy Stadium)
- Stadio del rugby O. Gerli
- Palasport Carnera
- Palasport Benedetti
- Campo di atletica Dal Dan
- Palazzo per l'atletica indoor Ovidio Bernes
- Piscina comunale del Palamostre
- Palazzo della ginnastica e della scherma (2012)
- Palacus (2007)
- Palabocce (2011)
- Campo Sportivo "Bepi Rigo" (2022)